# Kreta
Kreta (neugriechisch Κρήτη [ˈkriti] (f. sg.)) ist die größte griechische Insel und mit rund 8261 km² Fläche sowie 1066 Kilometern Küstenlänge nach Sizilien, Sardinien, Zypern und Korsika die fünftgrößte Insel im Mittelmeer. Kreta zählt zur gleichnamigen griechischen Region Kreta.
Die Insel hat etwa 624.000 Einwohner (2021). Größte Stadt, Verwaltungs- und Wirtschaftszentrum ist Iraklio mit etwa 179.000 Einwohnern.

## Name
Der altgriechische Name Κρήτη Krētē ist noch erhalten geblieben, nur der Vokal [ɛː] lautet im Neugriechischen [i]. Kreta ist die eingedeutschte Schreibweise der lateinischen Namensform Creta. Die türkische Namensform ist Girit. Während der Zeit als Kolonie der Republik Venedig wurde die Insel Candia genannt (zurückgehend auf Arabisch Khandaq „Graben“); auch die Hauptstadt hieß damals Candia (heutiger Name Iraklio).
Die Etymologie ist unklar. In der Linearschrift B der mykenischen Kultur findet sich die Bezeichnung ke-re-si-jo, sie wird als *Krēsios Κρήσιος ‚Kreter‘ gedeutet und ist möglicherweise vorgriechischen Ursprungs. In Homers Ilias (so im Schiffskatalog, Buch 2, Vers 645) sind die Kreter als die griechischsprachigen Bewohner der Insel in der Form mit t belegt; die vorgriechische Bevölkerung nennt Homer Eteokreter (Ἐτεόκρητες ‚wahre Kreter‘).
Zur Herkunft des griechischen Namens Κρήτη gab es schon in der Antike unterschiedliche Auffassungen. Vier Versionen gehen auf weibliche Figuren namens Krete zurück: Genannt werden eine Tochter Europas namens Krete; eine Geliebte des ägyptischen Königs Ammon, die mit ihm auf die Insel Idaia geflohen sei und die daraufhin in Krete umbenannt wurde; eine Krete der Hesperiden und eine Tochter Deukalions desselben Namens. Weitere Deutungen führen den Namen auf einen mythischen ersten König namens Kres zurück oder auf die Kureten als mythische erste Einwohner der Insel.

## Geografie

### Geografische Lage

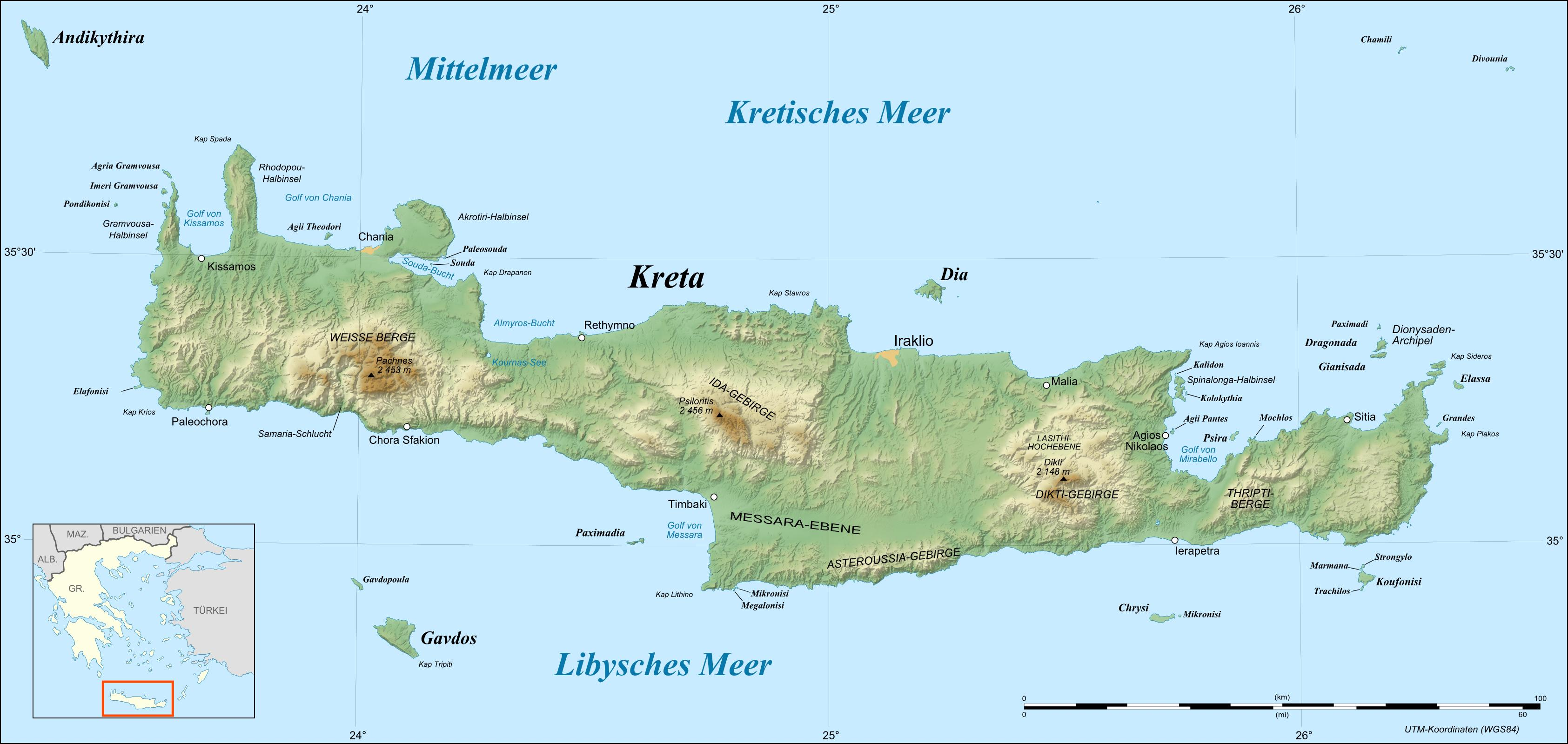
Physische Karte von Kreta

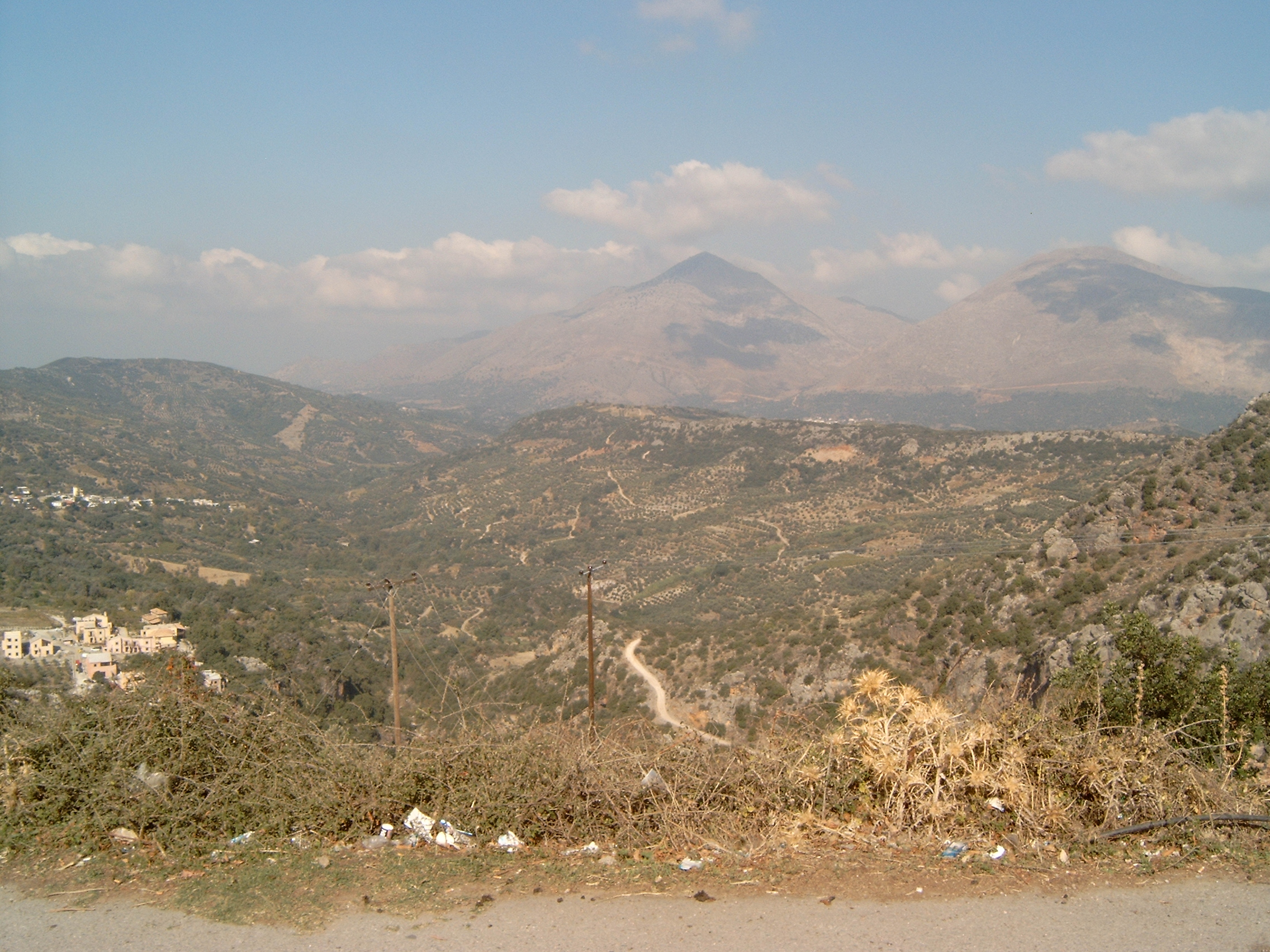
Kretische Berglandschaft

Kreta liegt knapp 100 Kilometer südlich des griechischen Festlands. Sie ist die größte griechische Insel und nach Zypern die zweitgrößte des östlichen Mittelmeeres. Die Insel hat eine gestreckte Form, sie misst in Ost-West-Richtung 254 Kilometer bei einer größten Breite von 60,6 Kilometern. An ihrer schmalsten Stelle (bei Ierapetra) ist Kreta 12,1 Kilometer breit. Kreta liegt zwischen 34°55′31″ und 35°41′32″ nördlicher Breite und zwischen 23°31′21″ und 26°18′50″ östlicher Länge. Die Entfernung bis Afrika beträgt 294 Kilometer (Libyen), bis Asien 180 Kilometer (Türkei) und zum europäischen Festland Kap Maleas 96,6 Kilometer.
Die Insel hat eine Fläche von 8261,183 km², ihre Küstenlinie ist 1066 Kilometer lang. Das Meer im Norden wird Kretisches Meer genannt (gr. Kritiko Pelagos Κρητικό Πέλαγος), das im Süden Libysches Meer (gr. Livyko Pelagos Λιβυκό Πέλαγος), Kretas Ostende erstreckt sich in das sogenannte Karpathische Meer.
Größere Halbinseln finden sich vornehmlich an der Nordwestküste, die größte davon bildet Akrotiri. Im äußersten Nordwesten ragen die Halbinsel Rodopos und Gramvousa wie zwei ausgestreckte Finger ins Kretische Meer.
Kreta ist sehr gebirgig und wird durch eine von West nach Ost reichende Gebirgskette bestimmt, die zumeist zur Südküste steiler und zum Norden flacher abfällt. Diese Kette ist ein überseeischer Teil eines vom Peloponnes über Kreta, Karpathos und Rhodos bis zum anatolischen Festland reichenden Gebirgsmassivs, das die Südägäische Inselbrücke bildet. Die vier höchsten Erhebungen auf Kreta sind:
- Das Ida-Gebirge mit dem Psiloritis als höchstem Berg der Insel (2456 Meter hoch) befindet sich in Zentralkreta südwestlich der Hauptstadt Iraklio,
- die Weißen Berge oder Lefka Ori (2452 Meter hoch) im Westen liegen nur wenige Meter niedriger als das Psiloritis und sind Teil des flächenmäßig größten Gebirgsmassivs auf Kreta,
- das Dikti-Gebirge (2148 Meter hoch) befindet sich im Südosten der Insel,
- die bis zu 1476 Meter hohen Thripti-Berge liegen weiter östlich auf der Insel.

Diesen Gebirgen verdankt Kreta die fruchtbaren Hochebenen Lasithi, Omalos und Nida, Höhlen wie die Diktäische Höhle und tiefe Schluchten wie die bekannte Samaria-Schlucht. Die Messara-Ebene im Süden ist mit etwa 140 km² die größte Ebene der Insel. Sie wird intensiv landwirtschaftlich genutzt. Kreta bildet mit einigen kleineren bewohnten sowie unbewohnten Inseln eine Inselgruppe.

### Geologie

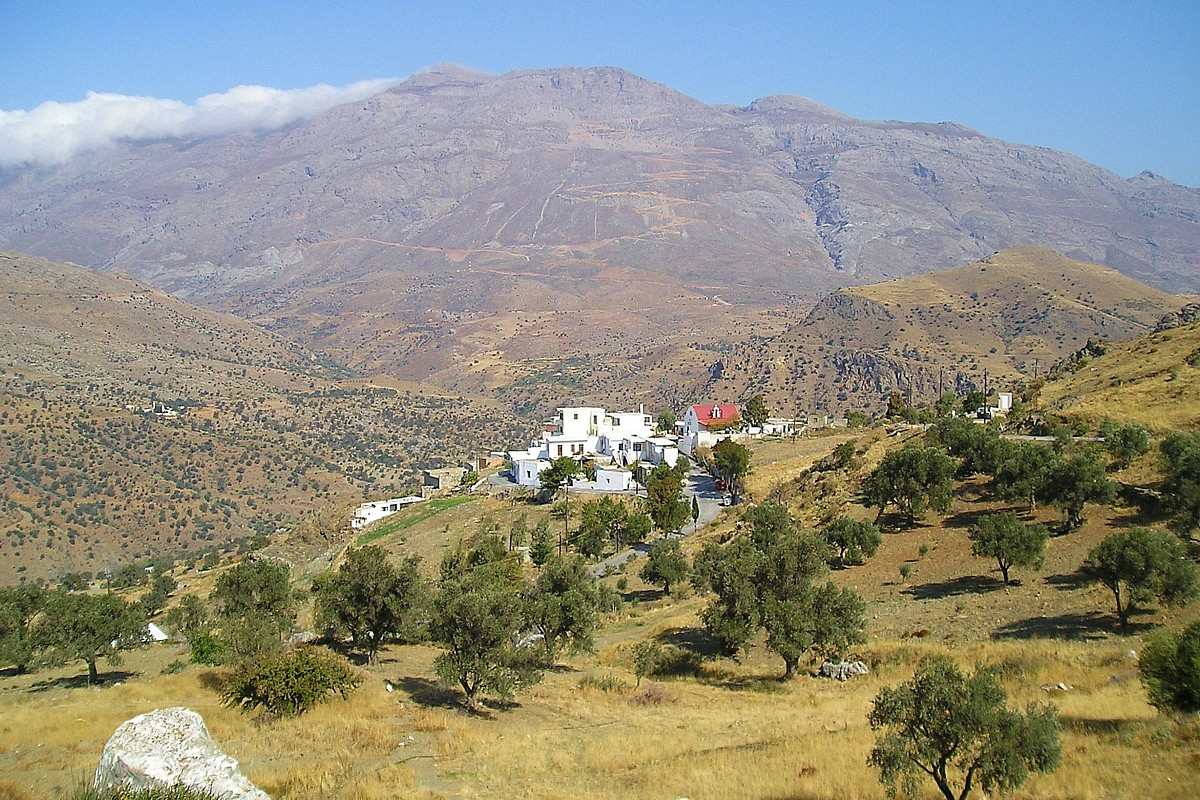
Bergwelt und Bergdorf (Kato Saktouria nahe Spili) in Südkreta

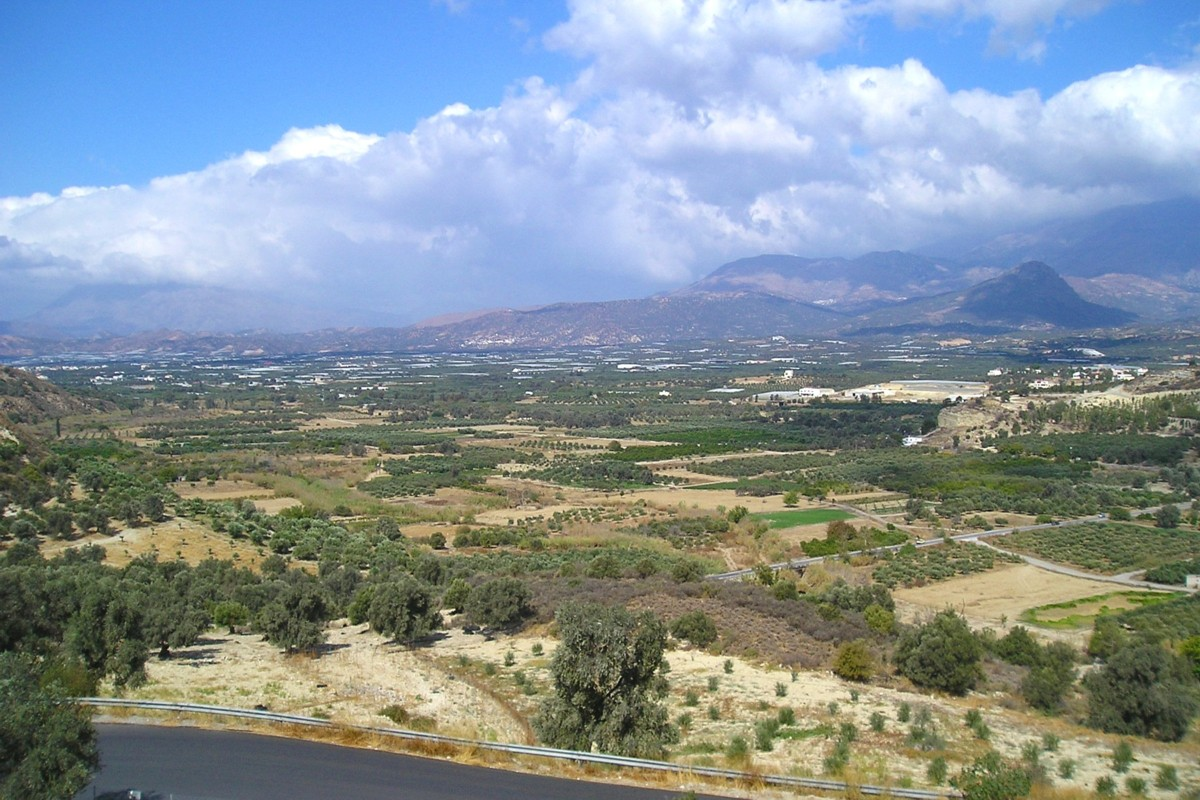
Messara-Ebene

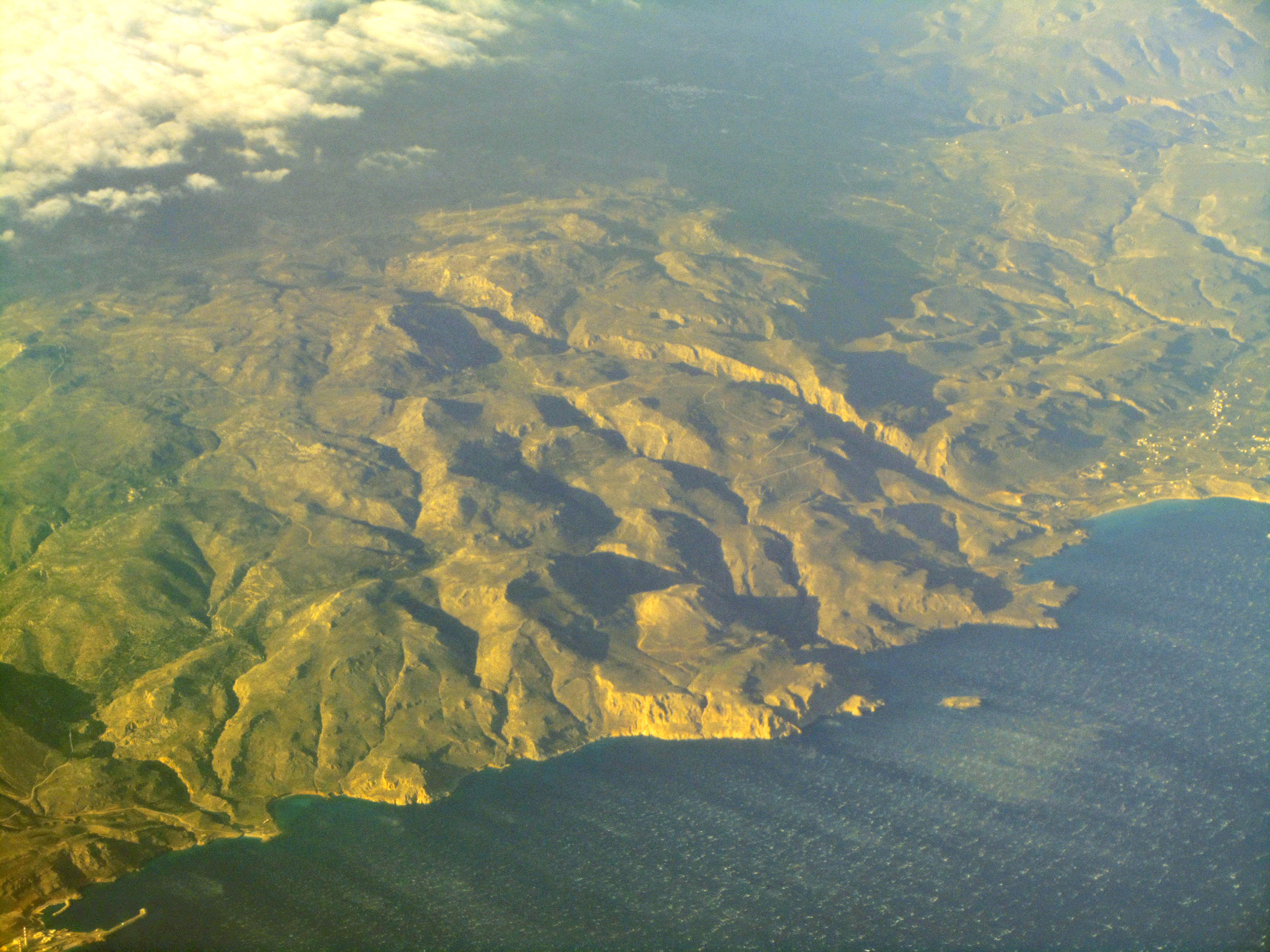
Luftaufnahme der südöstlichen Küste zwischen Athenerilakkos und Xerokampos

Der steil aufsteigende Archipel von Kreta liegt auf der Ägäischen Platte, unweit der tiefsten Stellen des gesamten Mittelmeers und stellt einen angehobenen Bereich des Forearcs der Subduktionszone dar (Forearc-Rücken). Die gesamte Region ist tektonisch stark aktiv. So verläuft hier der sogenannte Griechische Bogen oder die Hellenische Subduktionszone, ein knapp 1000 Kilometer langer tektonischer Graben, der sich zwischen der europäischen Platte in Südbewegung und der afrikanischen Platte in Nordbewegung befindet. Dadurch schiebt sich die afrikanische Platte unter die europäische Platte. Diese Subduktionszone wird als dominierender Bereich für Erdbeben in der gesamten Kontinentalregion gesehen. Erdbeben können ständig auftreten, richten aber in der Regel kaum nennenswerte Schäden an. 70 bis 150 km nördlich hiervon schließt sich mit dem Kykladenbogen der magmatische aktive Bogen an.
Zwischen 4200 ± 90 BP und 3930 ± 90 BP lag der Meeresspiegel am bisher tiefsten bekannten Punkt (−6,55 ± 0,55 m). Für die Proto- oder Altpalastzeit (1900–1700 oder 1600 v. Chr.) und die Neupalastzeit der minoischen Kultur (1600–1450 v. Chr.) ließen sich zwei Stände feststellen, nämlich bei −3,95 ± 0,35 m und bei −2,70 ± 0,15 m. Ein weiterer Anstieg auf −1,25 ± 0,05 m fand zwischen 1450 und 400 v. Chr. statt. 1604 stieg der Meeresspiegel in kürzester Zeit um 0,70 m an. Seither stieg er um weitere 0,55 m an. Im 4. Jahrhundert wurde der westliche Teil der Insel um 9,15 ± 0,20 m gehoben, der östliche, der sich zudem nach Südosten neigte, um 2 m. Wahrscheinlich entstand mit dem schweren Beben des Jahres 365 der Graben von Spili, entlang dessen die Insel auseinanderbrach. Um 1600 senkte sich der westliche Teil um 1,25 ± 0,05 m gleichzeitig mit der Absenkung des östlichen Teiles der Insel.
Historische, nachweisbare Erdbeben:
- Zerstörung des Palasts von Phaistos ca. um 1900 v. Chr.[13]
- Zerstörung der ersten großen Palastanlage von Knossos um ca. 1700 v. Chr.[14]
- allem Anschein nach Erdbeben im Vorfeld des Vulkanausbruchs von Santorin (ca. 1500 v. Chr.; eher um ca. 1630 v. Chr.)
- Zerstörung des neuen Palasts der Minoer ca. 1450 v. Chr.[14]
- großes Erdbeben südlich von Kreta am 21. Juli 365 n. Chr., dabei unter anderem Zerstörung des Leuchtturms von Alexandria[15] (Bericht von Ammianus Marcellinus)
- Zerstörung der Festung von Kastro (Koules) um 1500 n. Chr.[13]
- mehrfache, sukzessive Zerstörung der Kirche Agios Titos aus dem 15. Jahrhundert[13] (Beben ohne Datierung)
- Zerstörung der mittlerweile zur Moschee umgebauten Kirche Agios Titos im Jahr 1856[13]

Aktuelle Beispiele:
- Magnitude 5,1 im Meer vor dem östlichen Inselteil[16]
- Magnitude 6,1 im Meer, 40 Kilometer nordwestlich vor der Küste[17]
- Magnitude 5,0 im Meer in 97 Kilometer Tiefe und 105 Kilometer nördlich[18]
- Magnitude 4,5 im Meer südlich Ierapetra[19]
- Magnitude 5,4 im Meer 175 Kilometer nordöstlich von Iraklio in 33 Kilometer Tiefe[20] (am 7. Februar 2004)
- Magnitude 5,3 zwischen Kreta und Peloponnes in 73 Kilometer Tiefe[21] (am 4. November 2004)
- Magnitude 6,7 im Meer in 66 Kilometer Tiefe rund 92 Kilometer nordwestlich der Insel[22]
- Magnitude 6,9 im Meer in rund 70 Kilometer Tiefe nordwestlich[23] (am 8. Januar 2006)
- Magnitude 4,5 im Meer ca. 90 Kilometer östlich von Kreta (lt. www.gfz-potsdam.de, am 31. März 2006)
- Magnitude 6,5 im Meer westlich der Stadt Chania in 23 Kilometern Tiefe[24] (am 12. Oktober 2013)
- Magnitude 6,1 im Meer ca. 50 Kilometer östlich von Kreta in 20 Kilometern Tiefe[25] (am 16. April 2015)
- Magnitude 4,9; 11 Kilometer nordwestlich der Stadt Gazi auf Kreta in 75 Kilometern Tiefe[26] (am 31. Juli 2019)
- Magnitude 5,8 in 10,4 Kilometer Tiefe in Arkalochori (am 27. September 2021) mit mehreren Nachbeben, u. a. mit Magnitude 5,3 in 10,7 Kilometer Tiefe etwa vier Kilometer westlich von Arkalochori (am 28. September 2021)[27]
- Magnitude 6,3 in 9,0 Kilometer Tiefe, 32 Kilometer südöstlich von Zakros im Meer (am 12. Oktober 2021)[28]

Siehe auch: Erdbeben erschütterte Griechenland (8. Januar 2006)

### Klima
Auf Kreta herrscht ein gleichmäßiges Mittelmeerklima. Kreta ist mit seinen zirka 300 Tagen Sonnenschein pro Jahr zusammen mit Zypern die sonnigste Insel im Mittelmeerraum. Der Sommer ist heiß und trocken, wobei insbesondere an der Südküste sehr hohe Temperaturen gemessen werden. Der Winter ist regenreich und mild, die Hochlagen der Gebirgszüge sind schneereich. Kreta ist durch mehrere Klimazonen geprägt. Die Spanne reicht von trocken-heißen bis zu feucht-alpinen Zonen.
|                        | Jan  | Feb  | Mär  | Apr  | Mai  | Jun  | Jul  | Aug  | Sep  | Okt  | Nov  | Dez  |   |       |
| Mittl. Temperatur (°C) | 12,0 | 12,1 | 13,4 | 16,3 | 19,8 | 23,5 | 25,7 | 25,6 | 23,1 | 19,7 | 16,6 | 13,8 | ⌀ | 18,5  |
| Mittl. Tagesmax. (°C)  | 15   | 15   | 16   | 20   | 23   | 27   | 29   | 29   | 27   | 24   | 20   | 16   | ⌀ | 21,8  |
| Mittl. Tagesmin. (°C)  | 9    | 9    | 10   | 12   | 15   | 19   | 22   | 22   | 20   | 17   | 14   | 11   | ⌀ | 15    |
|                        |      |      |      |      |      |      |      |      |      |      |      |      |   |       |
| Niederschlag (mm)      | 59,8 | 48,0 | 46,2 | 21,5 | 8,2  | 1,1  | 0,4  | 1,0  | 6,1  | 26,5 | 55,9 | 72,6 | Σ | 347,3 |
|                        |      |      |      |      |      |      |      |      |      |      |      |      |   |       |
| Sonnenstunden (h/d)    | 3    | 5    | 6    | 8    | 10   | 12   | 13   | 12   | 10   | 6    | 6    | 4    | ⌀ | 7,9   |
|                        |      |      |      |      |      |      |      |      |      |      |      |      |   |       |
| Regentage (d)          | 14   | 9    | 10   | 6    | 4    | 1    | 1    | 1    | 2    | 6    | 11   | 14   | Σ | 79    |
|                        |      |      |      |      |      |      |      |      |      |      |      |      |   |       |
| Wassertemperatur (°C)  | 16   | 15   | 16   | 16   | 19   | 22   | 24   | 25   | 24   | 23   | 20   | 17   | ⌀ | 19,8  |

| 9 |

| 9 |

| 10 |

| 12 |

| 15 |

| 19 |

| 22 |

| 22 |

| 20 |

| 17 |

| 14 |

| 11 |

| 9 |

| 9 |

| 10 |

| 12 |

| 15 |

| 19 |

| 22 |

| 22 |

| 20 |

| 17 |

| 14 |

| 11 |

| N i e d e r s c h l a g | 59,8 | 48,0 | 46,2 | 21,5 | 8,2 | 1,1 | 0,4 | 1,0 | 6,1 | 26,5 | 55,9 | 72,6 |
|                         | Jan  | Feb  | Mär  | Apr  | Mai | Jun | Jul | Aug | Sep | Okt  | Nov  | Dez  |

In den Gebirgsregionen können die Werte von den in der Tabelle angegebenen Durchschnittswerten erheblich abweichen. An der südöstlichen Küste ist es in den Sommermonaten um einige Grade wärmer.

### Flora

#### Vegetation

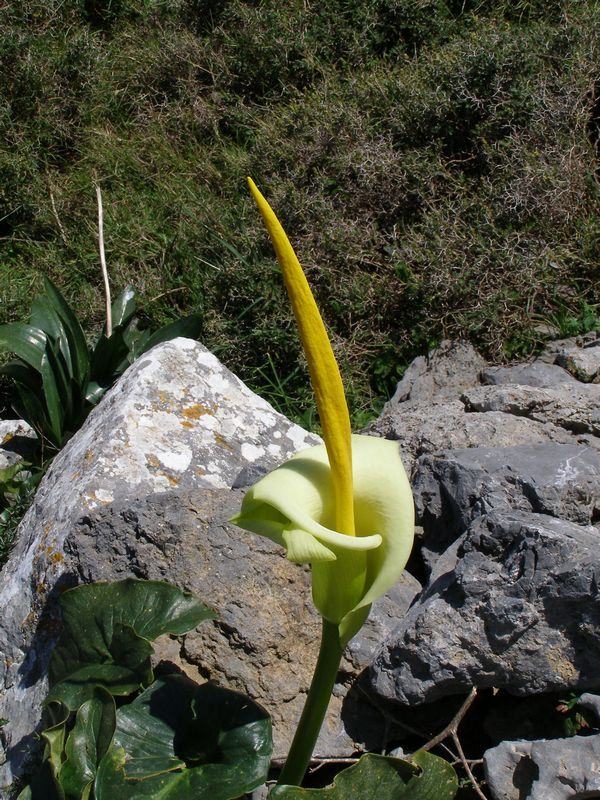
Kretischer Aronstab (Arum creticum) im Frühling

Bis ins 17. Jahrhundert war Kreta von teils dichten Wäldern bedeckt. Noch heute ist die kretische Flora trotz jahrtausendelanger Besiedelung und sommerlicher Trockenheit sehr artenreich, so gedeihen hier alleine etwa 170 endemische Pflanzenarten. Besonders im Frühling fällt die hohe Anzahl unterschiedlichster Blütenpflanzen ins Auge. Typisch für die Insel ist das Vorkommen zahlreicher Gewürz-Kräuter wie Kopfiger Thymian, Griechischer Salbei, Thymbra-Bergminze, Oregano oder Diptam-Dost, deren Verbreitung bis in die Hochlagen der Gebirgszüge reicht.
Zum typischen Bewuchs der von Ziegen und Schafen beweideten Flächen siehe Phrygana und Macchie.
Die Gebirgszüge der Weißen Berge (Lefka Ori) und des Ida-Gebirges sind teilweise noch mit Kalabrischen Kiefern (Pinus brutia), Restbeständen von Zypressen (Cypressus sempervirens) und Kermeseichen bewaldet. Der Osten Kretas hingegen zählt zu den kargsten und trockensten Regionen Europas. Dort wachsen neben wenigen kultivierten Ölbäumen nur noch die widerstandsfähigen und austrocknungsresistenten kugelbuschartigen Pflanzen der Phrygana.
Weitere häufig zu sehende Bäume sind der Johannisbrotbaum und laubwerfende Platanen entlang von Bachläufen. Eine Besonderheit ist die Kretische Dattelpalme (Phoenix theophrasti), die an einigen Standorten der Südküste und im äußersten Osten am Palmenstrand von Vai vorkommt.

#### Neophyten

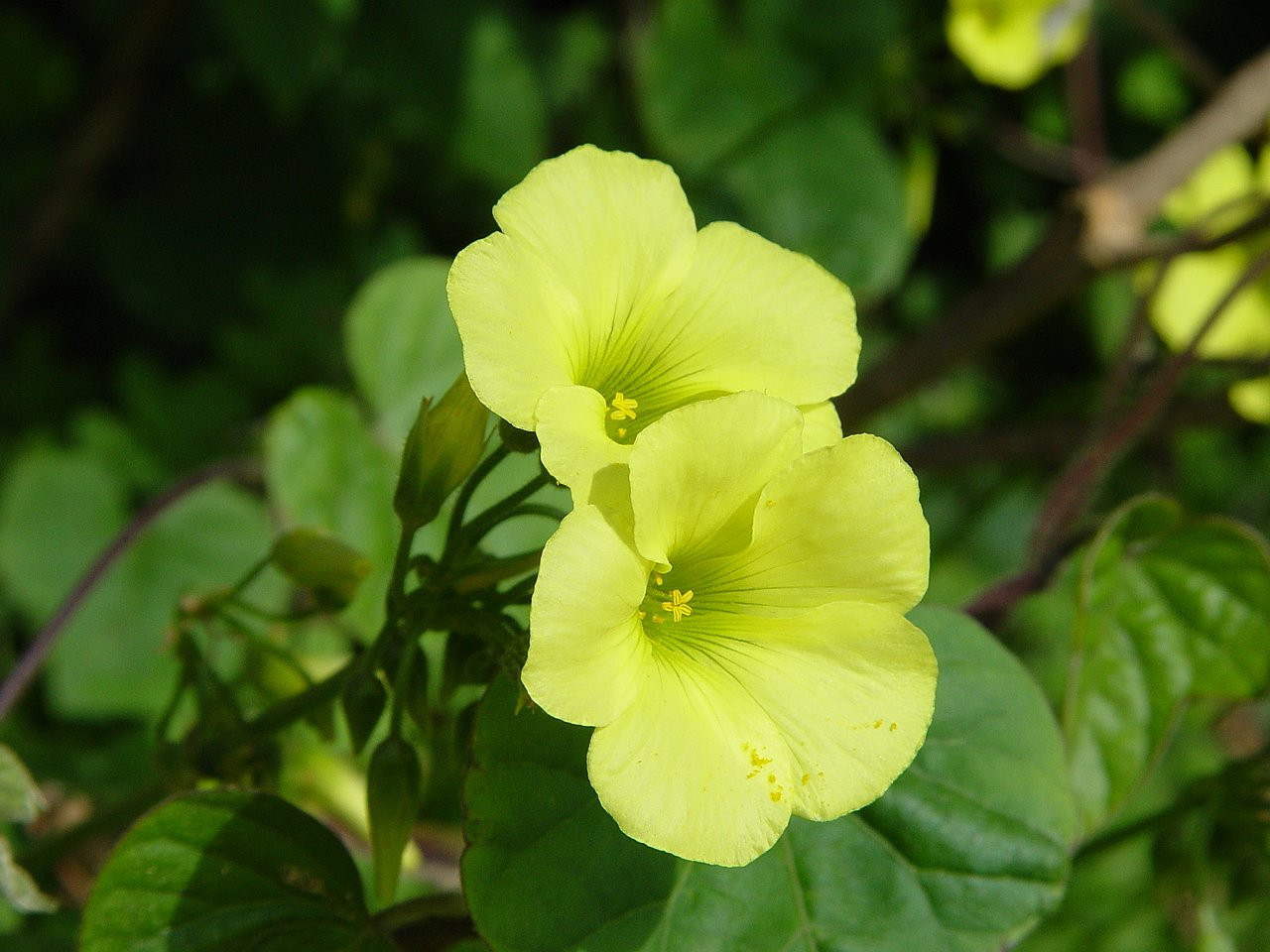
Nickender Sauerklee

Auf Kreta gibt es eine große Zahl Neophyten – Pflanzenarten, die erst durch beabsichtigten oder unbeabsichtigten menschlichen Eingriff auf der Insel heimisch wurden. Einige dieser Arten sind landschaftsbildprägend geworden:
- Im Winter und Frühling sind große Gebiete Kretas bedeckt von einem Teppich aus Nickendem Sauerklee (Oxalis pes-caprae). Zum ersten Mal wurde die kleeähnliche Pflanze 1883[30] auf der griechischen Insel gefunden, ursprünglich stammt sie aus Südafrika.
- Die oft an Felshängen und Mauern in Meeresnähe zu sehende rot- oder gelbblühende Mittagsblume stammt ebenfalls aus Südafrika. Sie wurde zuerst als Bodenfestiger und Zierpflanze kultiviert.
- Auch die überall auf Kreta anzutreffenden Amerikanische Agave wurden zuerst als Zierpflanze eingeführt. Die mittelamerikanische Pflanze fand hier für sie ideale Klimabedingungen vor und wilderte aus.
- Die ebenfalls aus Mittelamerika stammende Opuntia ficus-indica konnte sich über das gesamte Mittelmeergebiet ausbreiten. Sie wurde als Zierpflanze und wegen ihrer genießbaren Früchte eingeführt.

Auch der Wunderbaum, der Götterbaum und der Blaugrüne Tabak waren ursprünglich nicht auf Kreta heimisch. Man schätzt, dass ungefähr ein Drittel aller Pflanzenarten der Insel erst seit der Erstbesiedelung durch den Menschen eingebürgert sind, darunter etwa 80 erst in jüngerer Zeit.

### Fauna
Die kretische Fauna ist verglichen mit seiner Pflanzenwelt relativ artenarm. Typische und häufige Vertreter der Mittelmeerfauna sind Grillen, Zikaden, Echte Eidechsen und Fledermäuse. Augenscheinlich wird die Tierwelt dominiert von verschiedensten Rassen domestizierter Ziegen und Schafe, die vom Meer bis in die Hochgebirgsregionen weiden.

#### Säugetiere
Prähistorie

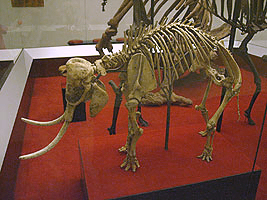
Kreta-Zwergmammut

In prähistorischen Zeiten bis hinein in die Jungsteinzeit gab es auf Kreta deutlich mehr Arten von endemischen Großsäugern. Es wurden Knochen unter anderen vom Kreta-Zwergmammut, einer Flusspferdart und von verschiedenen Hirscharten gefunden. Auch die Reste eines sehr großen Insektenfressers sind unter den Fossilien. Es fehlen dagegen die Nachweise irgendeines großen Raubsäugers wie Bären, Großkatzen oder Hundeartige, so dass vermutlich der wichtigste Selektionsdruck für die Pflanzenfresser die begrenzt vorhandene Nahrung war. Es gibt also Gründe anzunehmen, dass Kreta schon vor der Besiedelung durch Menschen mit ihren Haustieren ähnlich stark beweidet wurde wie danach. Manche Autoren ziehen daraus den Schluss, dass die Genese der heutigen kretischen Landschaft nicht so stark vom Menschen beeinflusst ist, wie es meist angenommen wird. Die ehemals fast vollständig bewaldete Insel, von der Platon berichtet, und die angeblich später durch menschliche Übernutzung zu einer „ruinierten Landschaft“ verkam, hat es nach dieser Theorie in historischer Zeit nie gegeben (siehe Literaturhinweis: Rackham and Moody).
Gegenwart

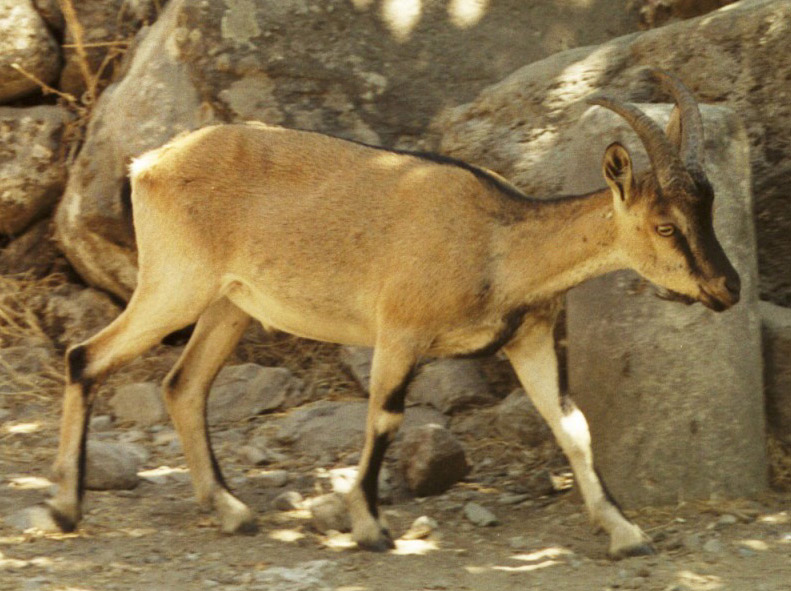
Kretische Wildziege (Capra aegagrus cretica)

Die sehr seltene endemische Kretische Wildziege (auch Agrimi oder Kri-Kri genannt) kommt nur noch an einem natürlichen Standort in den weißen Bergen (Lefka Ori) vor. Bereits seit 1928 wird versucht, einen Teil der Bestände auf unbewohnte Felseninseln umzusiedeln (zum Beispiel nach Dia, gelegen direkt vor Iraklio). Vermutlich sind die Agrimi keine ursprünglich auf Kreta heimische Art, sondern Nachkommen von zu Zeiten frühester menschlicher Besiedelung ausgewilderten Tieren.
Häufig vorkommende Säugetiere auf Kreta sind die Kreta-Stachelmaus, die Etruskerspitzmaus und zwölf verschiedene Fledermaus-Arten. Durch Pestizid-Einsatz bedroht ist der Weißbrustigel, durch übermäßige Bejagung selten geworden der kretische Feldhase. Als wildlebende Landsäuger sind noch der Steinmarder, das Mauswiesel, der Siebenschläfer und der kretische Dachs vertreten.
Im Jahr 1996 wurde überraschenderweise ein Exemplar der kretischen Wildkatze gefangen, die bis dahin als ausgestorben galt. Ebenfalls stark in ihrer Existenz bedroht ist die Mittelmeer-Mönchsrobbe, von der letzte Exemplare u. a. bei den Paximadia-Inseln und an den Küsten Südostkretas leben sollen.

#### Vögel

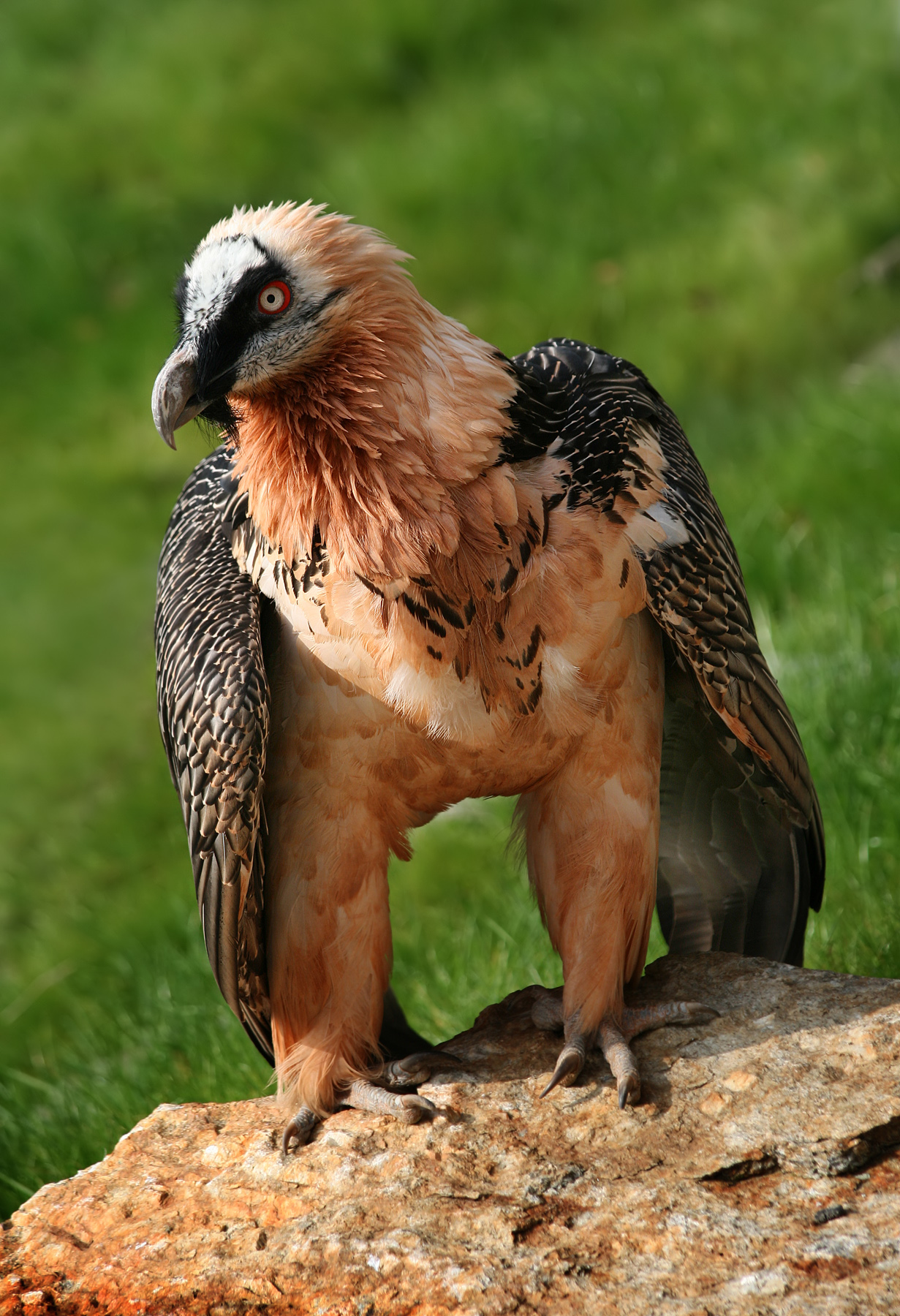
Bartgeier

Neben den auf Kreta heimischen Vogelarten dient die Insel vielen Zugvögeln als Zwischenquartier auf ihrem Weg von Afrika nach Nordeuropa. Manche Arten orientieren sich in ihrer Flugroute am Verlauf bestimmter Schluchten auf Kreta.
In abgeschiedenen Bergregionen und Schluchten der Lefka Ori brüten noch wenige Paare des heute sehr seltenen Bartgeiers, der früher wegen seines schlechten Image als Lämmer-Reißer (daher auch fälschlich „Lämmergeier“ genannt) gnadenlos gejagt wurde. So selten wie die Vögel sind auch die von ihnen angelegten „Knochenschmieden“ geworden. Noch wesentlich häufiger als die Bartgeier sind die ebenso großen Gänsegeier anzutreffen, die man häufig über Berghänge oder Schluchten kreisend beobachten kann. Sie ernähren sich hauptsächlich von an Steilhängen abgestürzten Schafen und Ziegen. Auf Kreta lebt fast die Hälfte der für ganz Griechenland geschätzten Population dieser Geierart. Eine andere nur noch selten auf Kreta anzutreffende Greifvogelart ist der Fischadler, vor allem an der Südküste um Lendas. Sehr verbreitet dagegen sind Mäusebussarde und Turmfalken, ebenfalls selten die Eleonorenfalken, Wanderfalken, Steinadler und Habichtsadler. Von den Nachtjägern ist vor allem die Zwergohreule verbreitet.

#### Reptilien und Amphibien
Neben verschiedenen Eidechsenarten und ungiftigen Schlangen (Leopardnatter, Würfelnatter, Balkan-Zornnatter) gibt es auch eine giftige Schlangenart auf Kreta. Es ist die Europäische Katzennatter (Telescopus fallax), allerdings ist sie für Menschen ungefährlich, da ihre Giftzähne so tief im Rachen liegen, dass sie nur gegen ihre Jagdbeute eingesetzt werden können. Die beiden häufigsten Eidechsenarten sind die Westliche Riesensmaragdeidechse und die viel kleinere Kykladen-Mauereidechse. Daneben gibt es einige Gecko-Arten (zum Beispiel den Mauergecko), den Walzenskink und das erst in den 1930er Jahren entdeckte europäische Chamäleon. Landschildkröten gibt es auf Kreta nicht, aber einige der auch im Sommer Wasser führenden Bäche werden von der Kaspischen Bachschildkröte (Mauremys rivulata) bevölkert. Als marine Art muss die stark bedrohte Karettschildkröte erwähnt werden, welche einige kretische Strände (unter anderem Matala, Komos) zur Eiablage nutzt.
Als Vertreter der Amphibien sind der Laubfrosch, der Seefrosch und die Wechselkröte in Gegenden mit stehenden oder fließenden Gewässern zu finden.

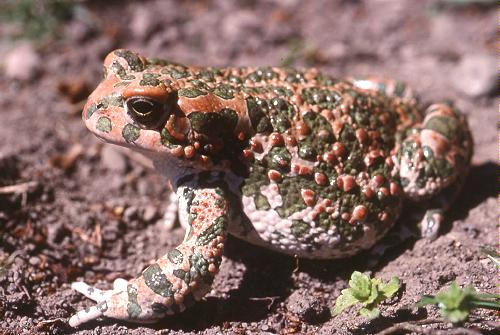
Wechselkröte (Bufotes viridis) am Stadtrand von Heraklion
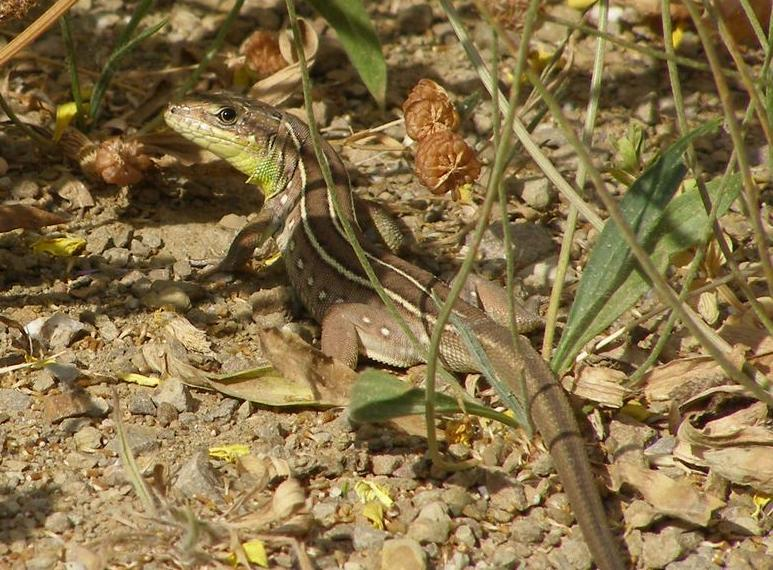
Juvenile Riesen-Smaradeidechse (Lacerta trilineata), Wegböschung auf Kreta

#### Gliederfüßer und Weichtiere

Süßwasserkrabbe (Potamon potamios) am Rand einer Landstraße

Einzig der Stamm der Gliederfüßer, vor allem Insekten, Spinnentiere und Hundertfüßer ist artenreich vertreten. Auch Skorpione (z. B. Euscorpius carpathicus, Mesobuthus gibbosus, Iurus dufoureius) sind relativ häufig zu finden, sowohl in Meeresnähe als auch im Landesinneren. Grillen und Zikaden sind so häufig, dass an manchen Orten ihr abendliches Zirpen eine Unterhaltung im Freien unmöglich machen kann.
In manchen ganzjährig fließenden Quellen oder Bächen leben noch Süßwasserkrebse, die bei ihren Wanderungen von Gewässer zu Gewässer auch im Trockenen gefunden werden können. Besonders im Frühjahr ist die große Anzahl von Gehäuseschnecken auffällig, deren essbare Arten passend zur vorösterlichen Fastenzeit die Speisekarte der Einwohner bereichern.

## Bevölkerung

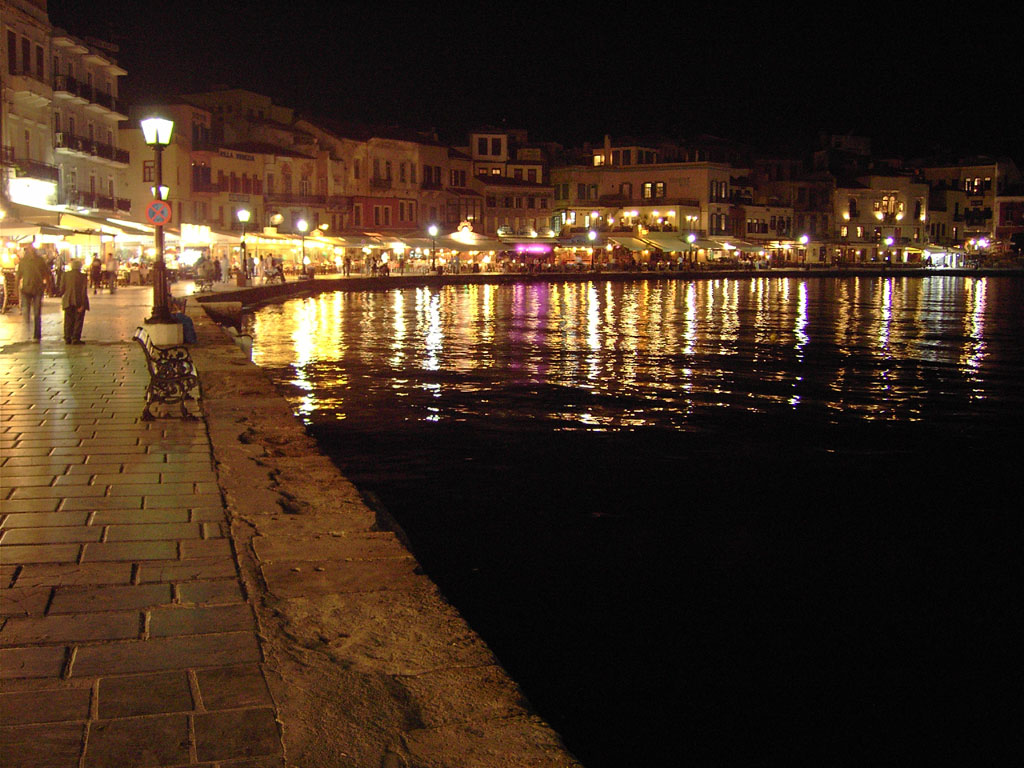
Hafen von Chania

Agios Nikolaos

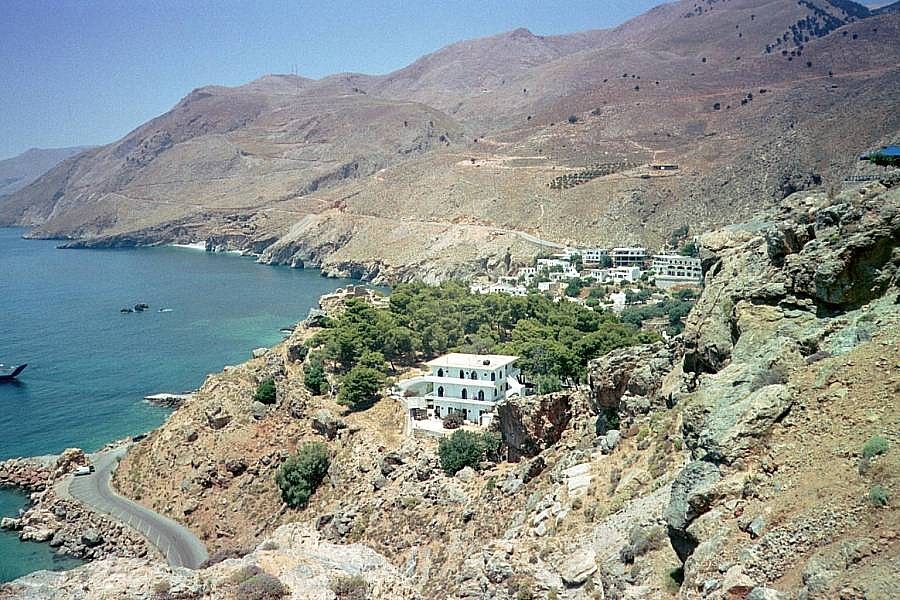
Chora Sfakion, ein Dorf an der Südküste Kretas

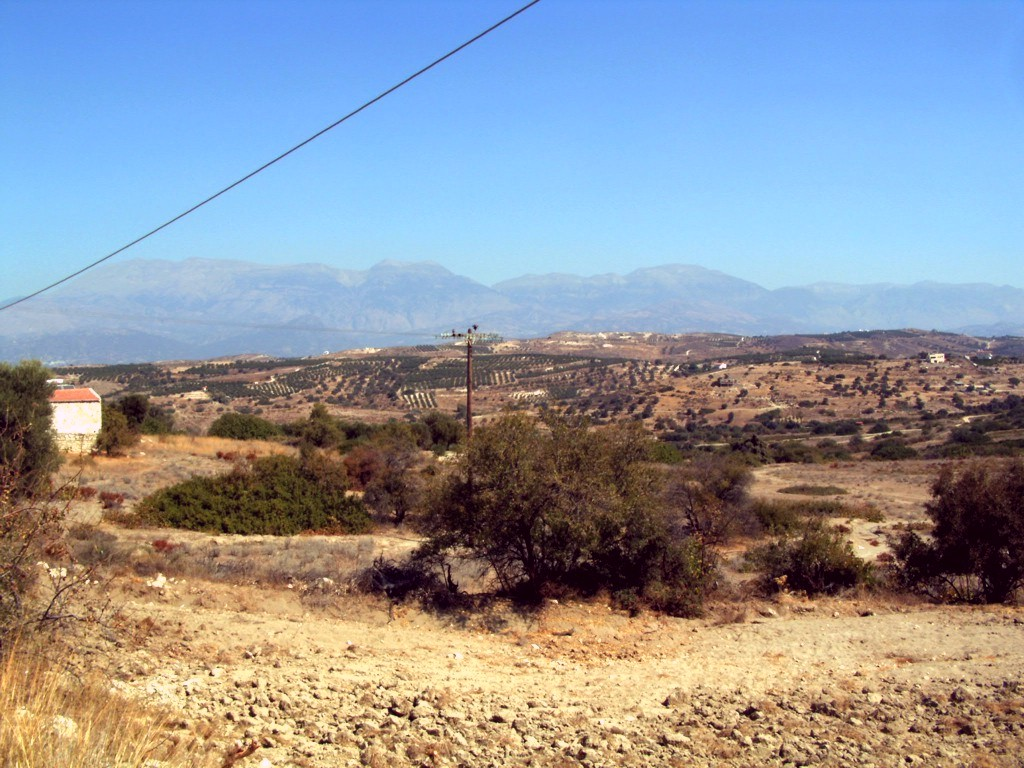
Landschaft in Kreta

Die Einwohnerzahl Kretas beträgt etwa 624.000 (Stand 2021).

### Siedlungsstruktur
Weit über die Hälfte der Kreter wohnt in den schnell wachsenden städtischen Ballungsräumen von Iraklio, Chania, Rethymno, Agios Nikolaos und Ierapetra. Der Rest lebt in Kleinstädten mit unter 10.000 Einwohnern, in Dörfern oder auf Einzelhöfen.

### Sprache
Wie in ganz Griechenland ist auf Kreta Neugriechisch die offizielle Sprache, die von Einheimischen allerdings in der Variante des kretischen Dialektes gesprochen wird, in ländlichen Gebieten auch noch von der jüngsten Generation. Noch gibt es ältere Menschen, die nur den Dialekt sprechen, wohingegen die meisten nach den 1950er Jahren geborenen auch Standardgriechisch sprechen können.
Da die neugriechische Sprache nicht so stark in verschiedene Dialekte gespalten ist wie zum Beispiel die englische, deutsche oder italienische, stellt dies in Griechenland eine Besonderheit dar, die von Festlandsgriechen gerne auch karikierend aufgegriffen wird, oft mit Bezug auf die Schrulligkeit, Rückständigkeit oder Sturheit der Kreter. Manche lokalen kretischen Radiosender wie zum Beispiel „Erotokritos“ strahlen ihr Programm fast komplett auf Kretisch aus, in der Wiedergabe von Erzählungen oder in Gedichtbänden und Liederbüchern bemüht man sich, auch die Schreibweise soweit möglich dem Dialekt anzupassen.
Auch Ausländern ohne Griechischkenntnisse fällt der Dialekt durch den Austausch des „k“ vor „i“ oder „e“ durch ein italienisch klingendes „tsch“ leicht auf. Örtlich ist auch der Tausch des griechischen „L“-Lautes durch einen dem englischen „r“ ähnlichen Laut auffallend (oli (όλοι, „alle“) → ouri). Im häufigen weiblichen Personalpronomen tis („ihr“) und Wörtern mit ähnlicher Silbenstruktur tritt ein Lautwechsel zu tsi auf, was vor allem mit der vorangestellten Präposition se („in, nach, zu“) zur schwierigen Konsonantenverbindung stsi führt. Daneben enthält das Kretische auch viele Wörter, die im Hochgriechischen gar nicht auftauchen (z. B. epa statt edo für „hier“). Stellenweise weicht der kretische Dialekt auch grammatisch vom Standardgriechischen ab, so wird wesentlich häufiger das Augment in unbetonter Stellung beim Verb in den Vergangenheitstempora bewahrt (epígena statt pígena).
Schrieb noch der englische Forscher Thomas Abel Brimage Spratt in seinem Buch Travels and Researches in Crete 1865 davon, dass vor allem die weibliche Bevölkerung nur Kretisch, aber nicht Griechisch sprach, hat das Geschlechterverhältnis sich heute umgekehrt: Fast jede ältere Frau spricht aktiv Standardgriechisch, doch viele ältere Männer beherrschen es nur passiv.
Der kretische Dialekt ist stärker als das Standard-Neugriechische durch die archaische dorische Variante des Griechischen geprägt. Seine stärkste Ausprägung erfährt der Dialekt in der Sfakia, der ehemals abgeschiedenen Landschaft der Weißen Berge (Lefka Ori). Auch für griechische Muttersprachler ist der kretische Dialekt oft schwer bis gar nicht verständlich. Im Internet sind diverse griechische Webseiten mit Kretisch-Griechischen Wörterlisten zu finden, auch die oben erwähnte Reisebeschreibung von Spratt enthält im Anhang ein ausführliches Wörterbuch, welches den Sprachstand um die Mitte des 19. Jahrhunderts wiedergibt.

### Illegaler Waffenbesitz
Der Waffenbesitz hat auf Kreta eine lange Tradition. Nach Schätzungen der griechischen Polizei gibt es in Griechenland 1,5 Millionen nicht angemeldete Schusswaffen, davon mehr als die Hälfte auf Kreta. Sie stammen überwiegend aus der Zeit der deutschen Besatzung. Die Sitte des Schießens in die Luft bei Hochzeiten und anderen Feierlichkeiten ist nach wie vor sehr verbreitet. Diese Freudenschüsse und Unfälle mit Schusswaffen fordern auf Kreta Jahr für Jahr mehrere Todesopfer. Nachdem im Sommer 2004 ein Neunjähriger während einer Hochzeit versehentlich getroffen und schwer verletzt worden war, wurde eine Anti-Waffen-Bewegung ins Leben gerufen, die auch von prominenten Kretern wie Mikis Theodorakis unterstützt wurde. Weiterhin wird jedoch häufig von Schießereien und Waffenfunden berichtet.

## Geschichte

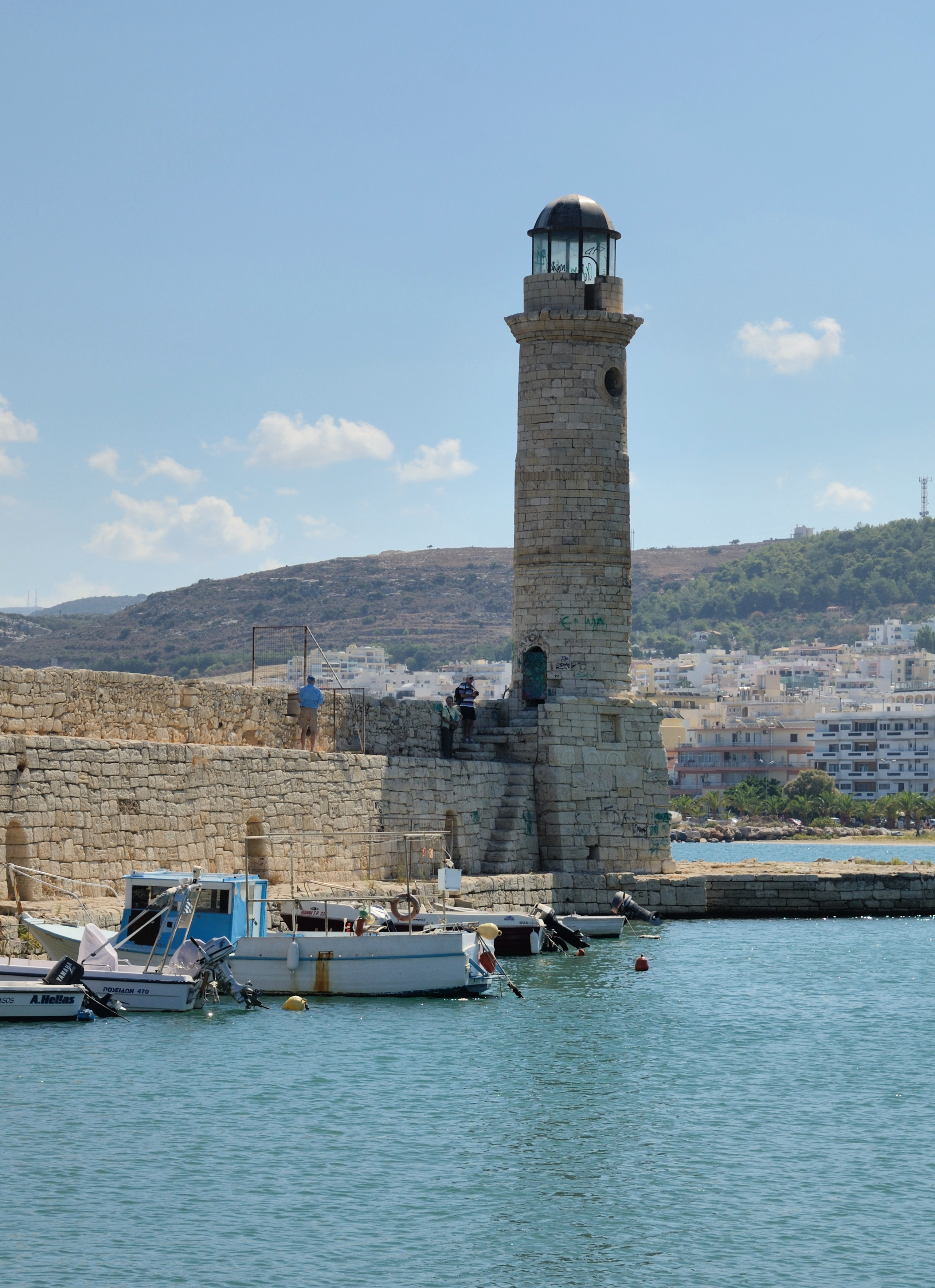
Venezianischer Hafen von Rethymno

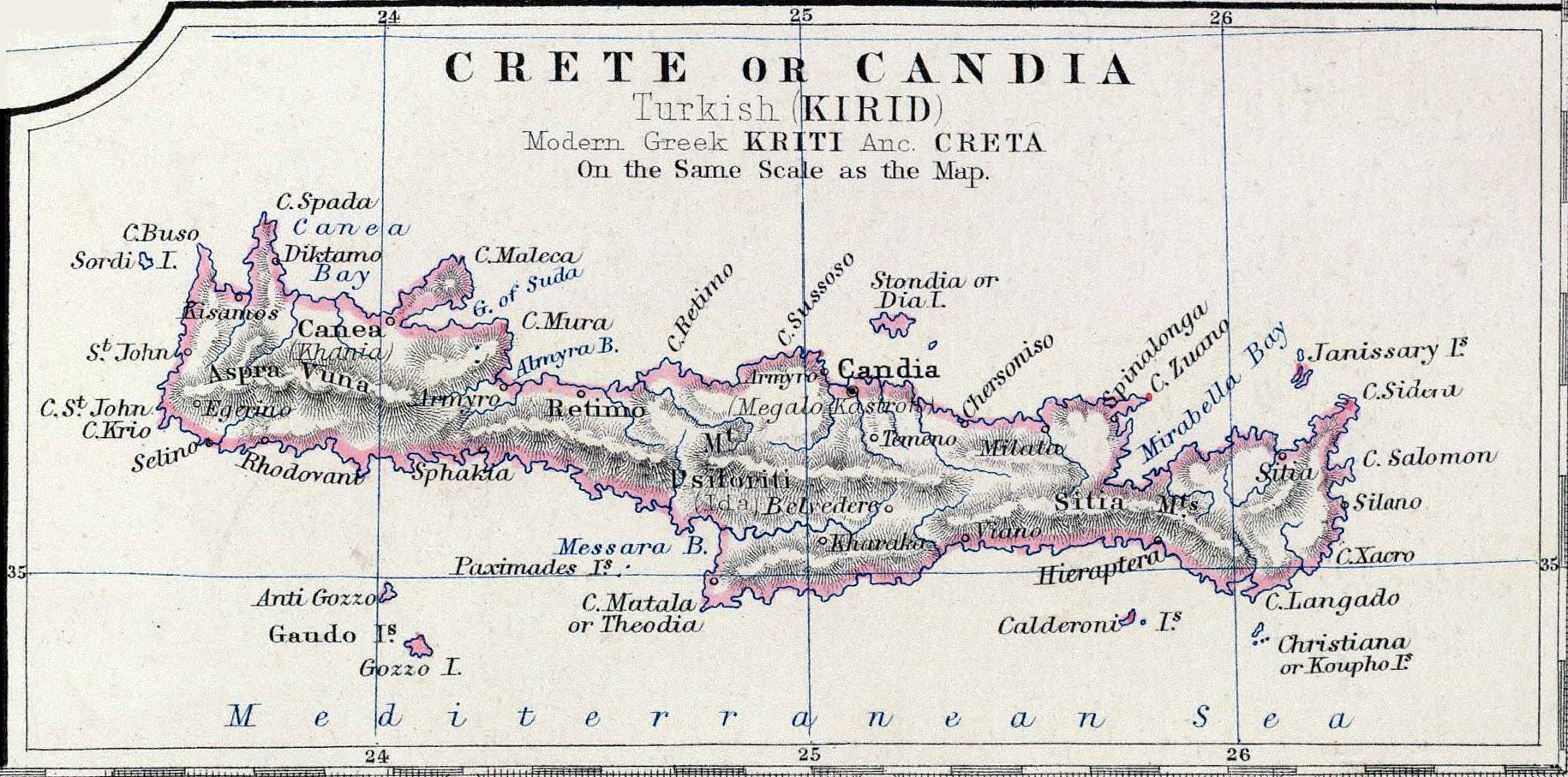
Karte von Kreta aus dem Jahr 1861

Kreta ist nachweislich etwa seit 6000 v. Chr. durchgängig besiedelt, die ältesten Spuren menschlicher Bewohner reichen jedoch mindestens 130.000 Jahre zurück, wie archäologische Funde an neun Stätten im Süden der Insel belegen.
Ab dem dritten vorchristlichen Jahrtausend entstand auf der Insel mit der Minoischen Kultur die erste Hochkultur auf europäischem Boden. Etwa um 1450 v. Chr. übernahm mit den Mykenern eine erste griechischsprachige Bevölkerung die Paläste ihrer Vorgänger. Durch den Zuzug weiterer griechischer Stämme, die in den folgenden Jahrhunderten auf Kreta siedelten, wurde die Sprache der Minoer allmählich verdrängt.
In klassischer Zeit lag Kreta am Rand des griechischen Kulturraums, es galt als „Insel der 100 Poleis“, war also in zahlreiche kleine Stadtstaaten zergliedert. Der in Stein gehauene Gesetzestext der damals mächtigen Polis Gortyn ist der einzige vollständig erhaltene Codex dieser Art der griechischen Antike. Zur Zeit des Hellenismus gewann Kreta wieder an strategischer Bedeutung. Die ab 67 v. Chr. herrschenden Römer verwalteten Kreta in der Provinz Creta et Cyrene von Gortyn aus zusammen mit der heute libyschen Küste der Kyrenaika.
Die von 395 bis 1204 währende byzantinische Epoche wurde zwischen 824 und 961 von der Eroberung Kretas durch Muslime unterbrochen, die das Emirat von Kreta gründeten. Die Insel fiel jedoch im 10. Jahrhundert an die Byzantiner zurück. Nach dem Vierten Kreuzzug und der Eroberung Konstantinopels fiel Kreta an die Republik Venedig, die die Insel als Regno di Candia von Iraklio aus verwaltete.

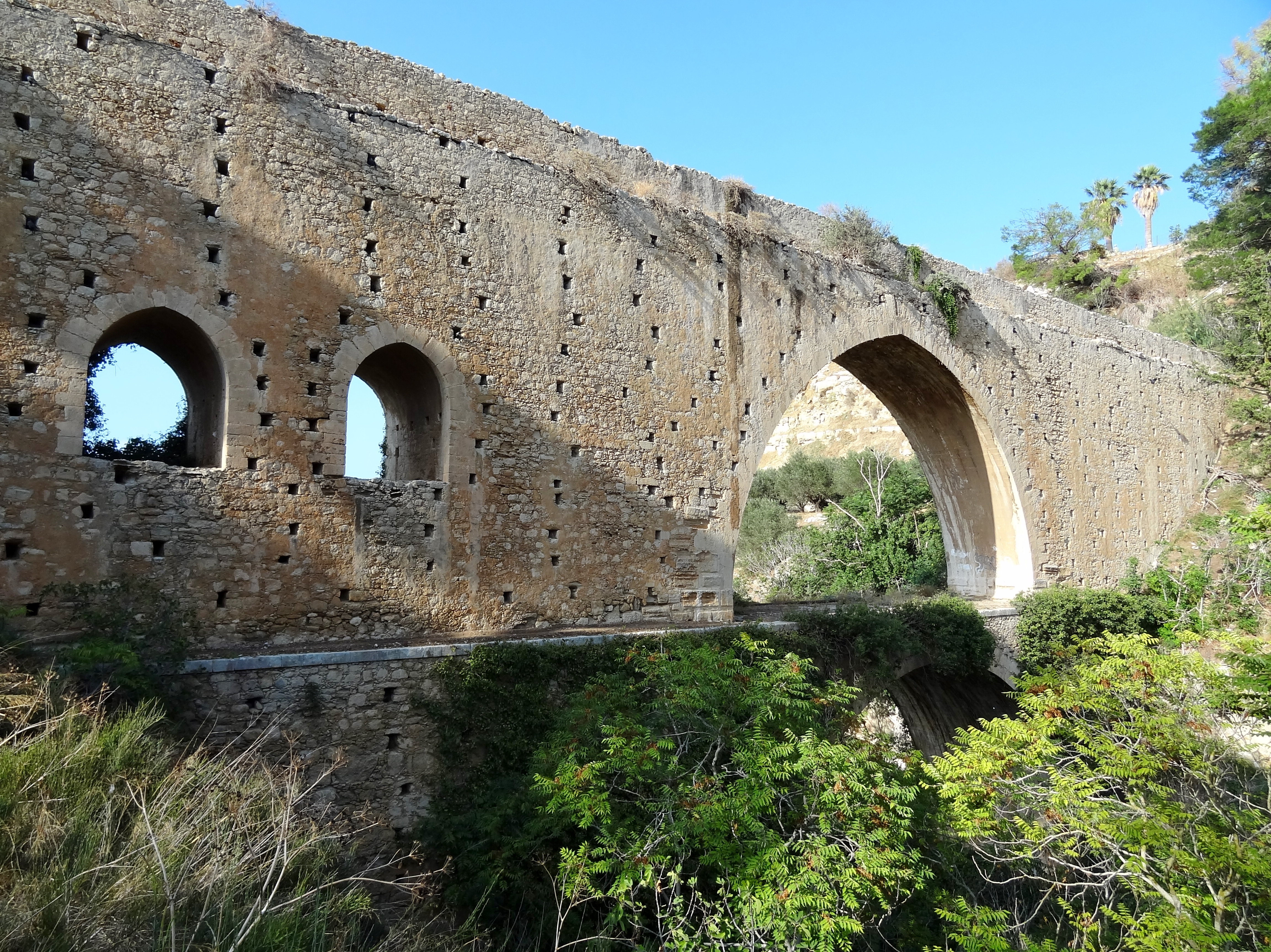
Ägyptisch-osmanisches Aquädukt

1645 bis 1648 eroberten die Türken fast die gesamte Insel und verleibten sie als Girit (osmanisch گريد) dem Osmanischen Reich ein, nur Candia hielt einer Belagerung bis 1669 stand. Zahlreiche Aufstände der Bevölkerung im 19. Jahrhundert gegen die osmanische Oberhoheit wurden blutig niedergeschlagen. Von 1830 bis 1840 stand Kreta formal unter der Verwaltung des Walis von Ägypten Muhammad Ali Pascha. 1898 erzwang die Intervention Frankreichs, Russlands und des Vereinigten Königreichs eine fast vollständige Autonomie Kretas unter der Oberhoheit der Hohen Pforte. Durch den Vertrag von London von 1913 wurde Kreta schließlich Teil des griechischen Staates, im Vertrag von Lausanne 1923 wurde ein umfassender Bevölkerungsaustausch vereinbart. Rund 50 000 Türken mussten die Insel verlassen, viele Griechen aus Kleinasien siedelten auf Kreta.
Im Verlauf des Zweiten Weltkriegs wurde die an strategisch wichtiger Position gelegene Insel Kreta im Mai 1941 im Rahmen einer großen Luftlandeoperation „Unternehmen Merkur“ von Fallschirmjägern der deutschen Wehrmacht gegen eine alliierte Übermacht erobert und bis 1945 besetzt gehalten. Hierzu wurden im Laufe der Zeit verschiedene militärische Organisationen auf der Insel stationiert, nachfolgend genannt jene deutschen Verbände, welche explizit einen Namensbezug zur Insel erhalten haben: Festungs-Division Kreta, 1. Festungsbrigade Kreta, 2. Festungsbrigade Kreta, Pionier-Bataillon Kreta, Artillerie-Regiment Kreta, Kommandant der Seeverteidigung Kreta, Marine-Bataillon Kreta und Luftnachrichten-Abteilung Kreta.
Verschiedene Widerstandsbewegungen kämpften, unterstützt von britischen Agenten, gegen die deutsche Besatzungsherrschaft. Die Wehrmacht verübte zur Bekämpfung dieser Partisanen in einigen kretischen Orten Massaker und Geiselerschießungen.
Der Partisanenkrieg der politisch unterschiedlich positionierten Widerstandsbewegungen gegen die deutsche Besatzung ging ab 1946 fast nahtlos in den Griechischen Bürgerkrieg über.

## Politik
Kreta bildet zusammen mit den kleineren umliegenden Inseln eine der 13 Regionen (Ez. periféria περιφέρεια) Griechenlands. Die Region gliedert sich in vier Regionalbezirke, die den Gebieten der Präfekturen bis 2010 entsprechen.
Siehe: Kreta (griechische Region)

## Kultur und Sehenswürdigkeiten

### Musik

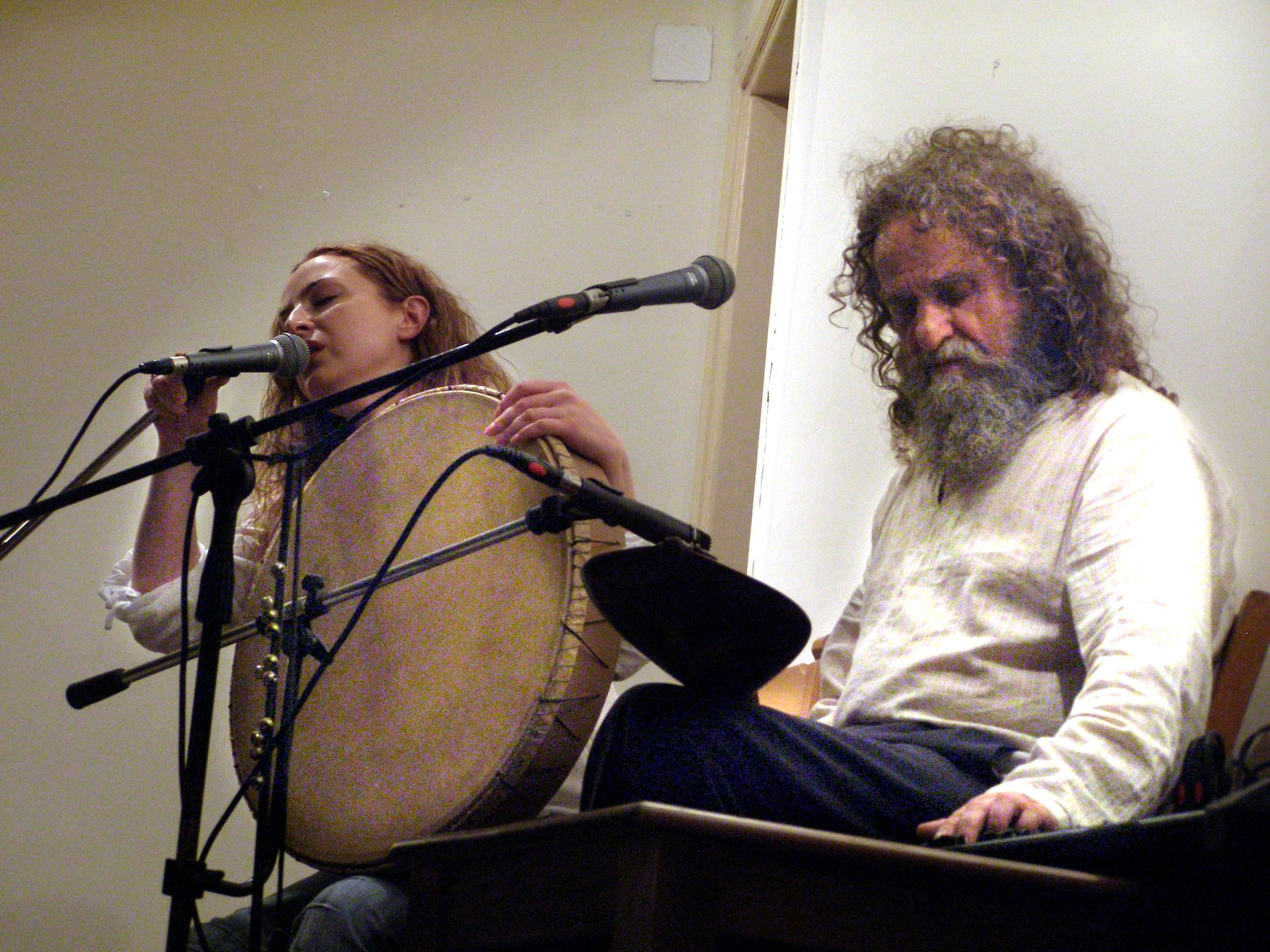
Psarandonis und seine Tochter

Auf Kreta gibt es eine kritiki paradosiaki mousiki genannte eigene Richtung der griechischen Volksmusik. Vorherrschende Musikinstrumente sind die drei- oder viersaitige, birnenförmige Streichlaute Lyra, deren Melodien häufig von der Langhalslaute Laouto mit vier doppelchörigen Saiten begleitet werden. Das für die kretische Volksmusik charakteristische Ensemble mit diesen beiden Instrumenten heißt zygia. In den Städten wird wie im ganzen Land die Langhalslaute Bouzouki gespielt. Gelegentlich kommen Violine, Mandoline und die griechische Sackpfeife Tsambouna hinzu.
Spieler kretischer Musik sind unter anderen Mikis Theodorakis, Psarandonis, sein Bruder Nikos Xylouris, Yannis Markopoulos und Ross Daly.

### Malerei
Auf Kreta finden sich die ältesten erhaltenen Pflanzenabbildungen aus dem 16. bis 14. Jahrhundert v. Chr. So als Teil einer Freskomalerei (Krokuswiese im minoischen Palast), einer Plastik (Mohnkapseln im Kopfschmuck der Mohngöttin von Gazi) und eines Keramikdekors (Schnabelkanne mit Schilfdekor aus Phaistos im Florastil).
El Greco (* 1541 in Iraklio auf Kreta; † 1614 in Toledo; eigentlich Domínikos Theotokópoulos) war ein Maler griechischer Herkunft und Hauptmeister des spanischen Manierismus und der ausklingenden Renaissance. Er war auch als Bildhauer und Architekt tätig. Seine künstlerische Arbeit begann auf Kreta mit der Ausbildung zum Ikonenmaler in der byzantinischen Tradition.

#### Mantinades
Mantinades (gr. Mandinades Μαντινάδες, Plural zu Mandinada) sind eine weit verbreitete traditionelle Lied- und Vortragsform auf Kreta. Die kretischen Mantinades sind byzantinische Fünfzehnsilber im lokal vorherrschenden Dialekt und werden von wechselnden Sängern als Sprechgesang vorgetragen. Die Reimpaare enden meistens mit End- oder Kreuzreimformen oder werden benutzt, um auf einen zuvor vorgetragenen Reim zu antworten. Neben einer großen Anzahl feststehender und bekannter Strophen werden von den Sängern abgewandelte oder ganz improvisierte Strophen eingeschoben, was im Wechselspiel der verschiedenen Vortragenden zu einer Art Wettbewerb werden kann. Die Menge an notierten Reimen ist groß, die Themen Liebe, Hoffnung, Trauer, Exil, Krieg und Blutrache bilden dabei meistens die Schwerpunkte. Die traditionellen Mantinades werden zum größten Teil von dem kretischen Instrument, der Lyra begleitet.
Die Ursprünge der kretischen Mantinades liegen im 15. Jahrhundert, als Kreta von Venedig besetzt war. Die kretische Kultur war damals von europäischen Dichtern und Denkern stark beeinflusst. Der griechische Dichter Vitsentzos Kornaros und sein Werk Erotokritos waren maßgeblich an der Entstehung der Mantinades beteiligt. Aber auch schon in der Antike waren Reime und Lyrik Bestandteil der kretischen Kultur. So verkündete der kretische Philosoph und Seher Epimenides seine Prophezeiungen stets in gereimten Versen, genauso wie Iophon von Knossos, der seine seherischen Fähigkeiten im Orakel von Amphiaraos mit Hilfe von Reimen zum Ausdruck brachte. In Kreta wurde der Reim zuerst von Stéphanos Sachlíkis im 14. Jahrhundert verwendet.
Mantinades werden nicht ausschließlich auf Kreta vorgetragen. Auf den griechischen Inseln Kasos und Karpathos gibt es ähnliche Reimlieder, die auch Mantinades genannt werden. Auf verschiedenen der ionischen und ägäischen Inseln findet man ähnliche Formen des musikalischen Vortrags. Auch auf Zypern existieren sie unter dem Namen Tsatista. Da in früheren Jahrhunderten die wenigsten Mantinades schriftlich notiert wurden, wurde im kretischen Dorf Korfes ein Haus der Mantinades eröffnet, in dem alle Bestandteile dieser Musikkultur besichtigt werden können.
Auf der Grundlage von volkstümlichen Liedern und Erzählungen schuf Vitsentzos Kornaros um 1610 den aus 10.000 gereimten Fünfzehnsilbern aufgebauten Liebesroman Erotokritos von hoher poetischer Qualität.

#### Theater
Im späten 16. und 17. Jahrhundert entwickelte sich auf Kreta eine reiche und populäre Theaterkultur, wobei die Stoffe aus Italien entlehnt wurden. Hauptvertreter ist Georgios Chortatzis.

### Historische Stätten

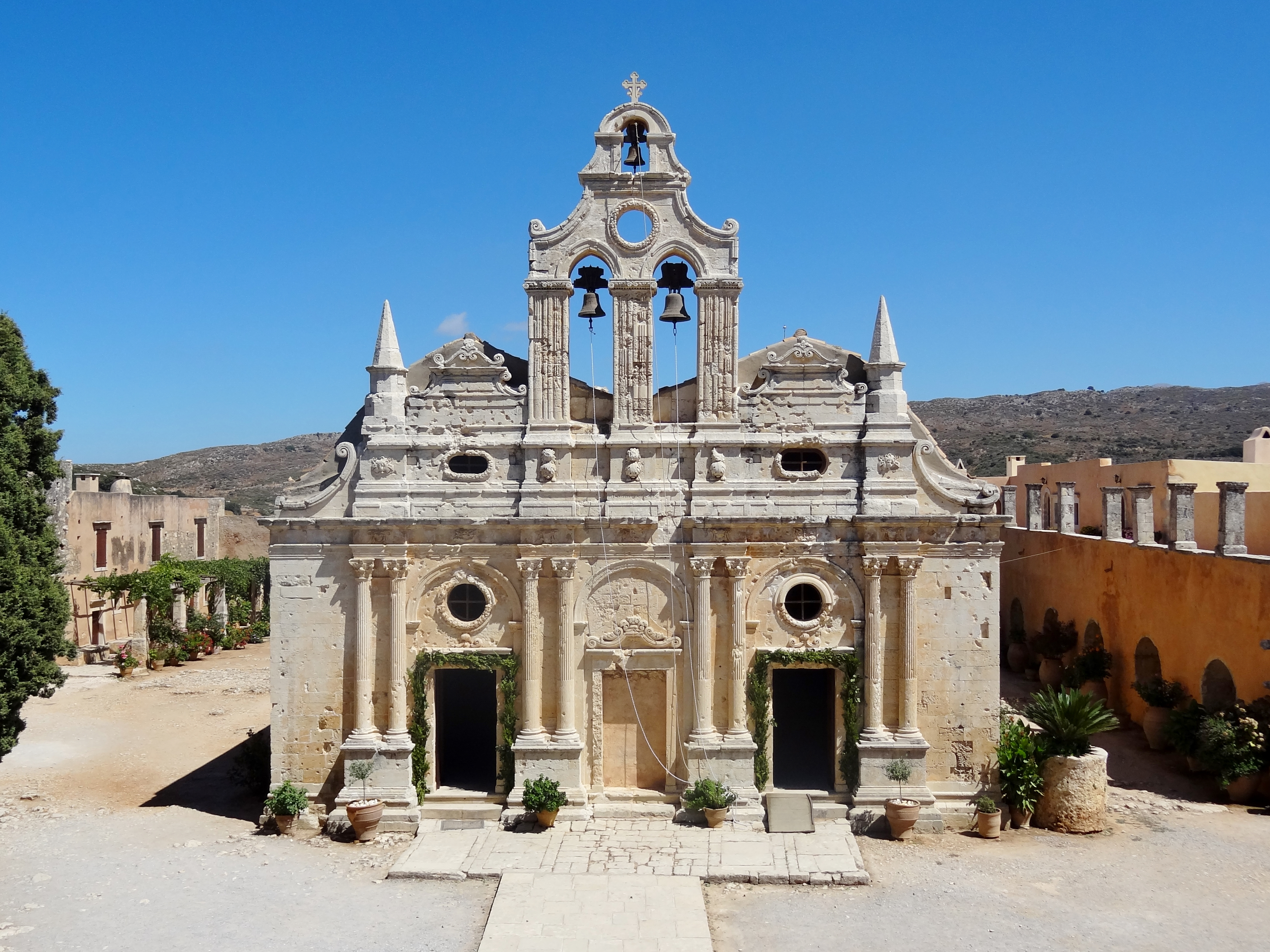
Kirche des Klosters Arkadi

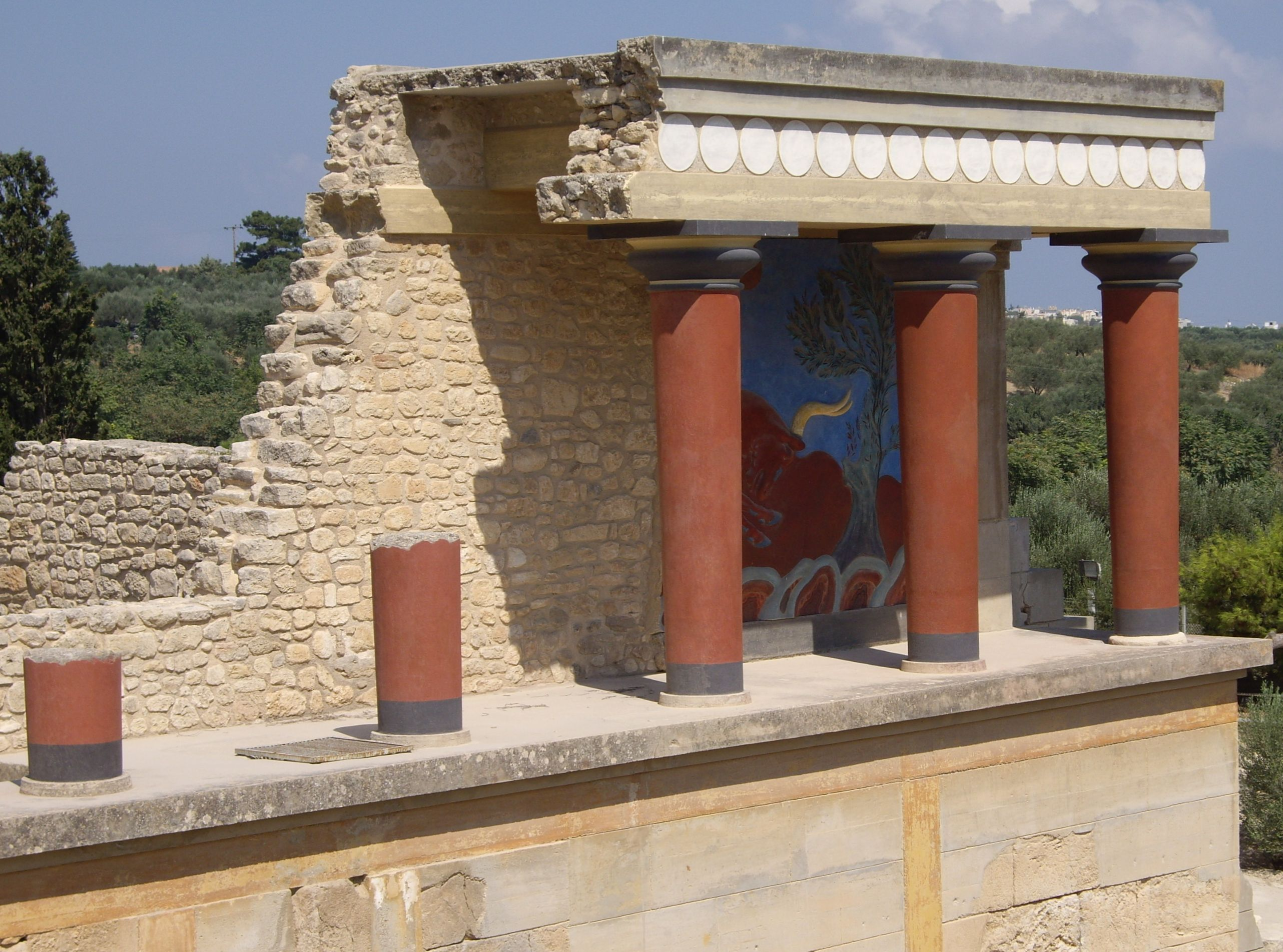
Palast von Knossos

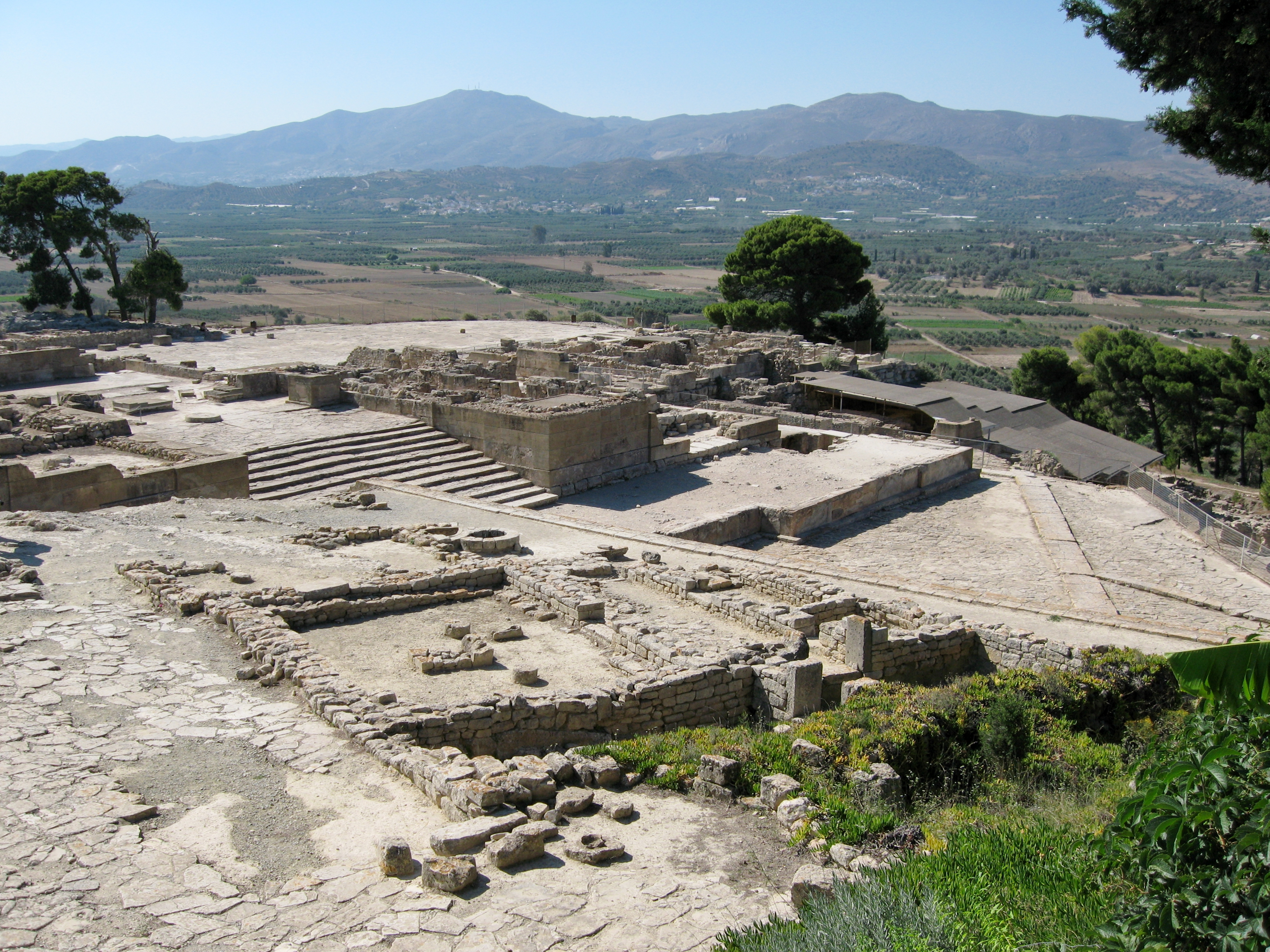
Phaistos (Festos)

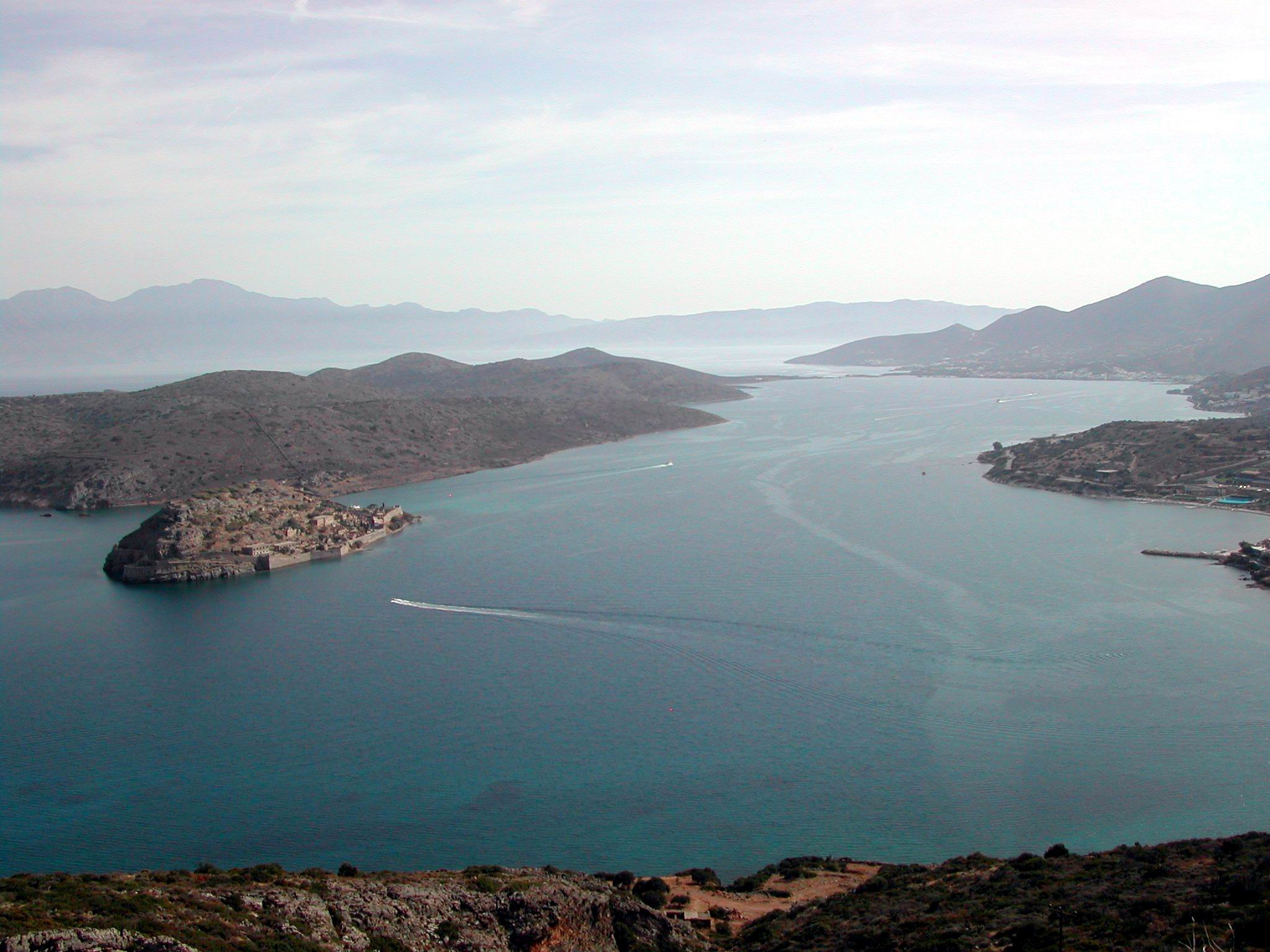
Spinalonga

Zu den historischen Stätten Kretas zählen:
- Agia Photia (minoischer Landsitz)
- Agia Triada (Sommerpalast von Phaistos)
- Aptera (bedeutender Stadtstaat in der Antike)
- Amnisos (minoischer Hafen)
- Anemospilia (minoischer Tempel, Ort eines Menschenopfers)
- Archanes (minoisches Gebäude, vermutlich Palast)
- Armeni (spätminoischer Friedhof)
- Chalasmenos (spätminoische Siedlung)
- Chamaizi (altpalastzeitliches Haus)
- Eleutherna (römische Stadt)
- Fourni (auch Phourni; Nekropole bei Archanes)
- Fournou Koryfi (frühminoische Siedlung)
- Gortyn (spät. römische Stadtsiedlung)
- Gournia (spätminoische Stadt)
- Iraklio (archäologisches Museum)
- Itanos (minoisch/dorische Hafenstadt)
- Karphi (spät- bis subminoische Siedlung)
- Katalymata (ehemalige Höhensiedlung bei Pachia Ammos)
- Kato Zakros (minoischer Palast)
- Kloster Arkadi
- Kloster Gouverneto
- Kloster Preveli
- Kloster Katholiko verlassenes Kloster auf der Halbinsel Akrotiri
- Kloster Moni Gonias in Kolymvari
- Kloster Toplou
- Knossos (minoischer Palast)
- Lasaia (römische Siedlung)
- Lappa (antiker Stadtstaat, heute Argiroupolis)
- Lato (dorische Siedlung)
- Lisos (hellenistisch-römische Stadt, bedeutendes Asklepios Heiligtum)
- Palast von Malia (minoischer Palast)
- Matala (jungsteinzeitliche Wohnhöhlen)
- Palekastro (minoische Stadt)
- Panagia Kera in Kritsa (griechisch-orthodoxe Kirche aus dem 13. Jahrhundert)
- Petras (minoischer Palast)
- Phaistos (minoischer Palast)
- Phalasarna (hellenistisch-römische Hafenstadt)
- Phoinix (Hafenstadt und Bischofssitz)
- Pyrgos (minoische Siedlung)
- Rhizenia (archaische Stadt)
- Spinalonga, unbewohnte kleine Insel (ehemals venezianische Festung, später eine der letzten Leprakolonien Europas)
- Sybrita (spätminoische Stadtgründung)
- Tylissos (minoischer Landsitz)
- Vassiliki (minoische Siedlung)
- Vathypetro (minoischer Landsitz)
- Vrokastro (spätminoisch-geometrische Siedlung)
- Frangokastello (venezianisches Kastell)

Im Zusammenhang mit der Luftlandeschlacht um Kreta im Zweiten Weltkrieg (Unternehmen Merkur) steht der Deutsche Soldatenfriedhof Maleme.

### Naturschauplätze
Gewässer:
- Kournas-See
- Votomos-See

Hochebenen von:
- Anopoli
- Askifou
- Gious Kambos
- Lasithi
- Niato und Tavri
- Nida
- Omalos (Lefka Ori)
- Omalos (Orosira Dikti)

Strände und Buchten:
- Bucht von Agiofarango
- Bali
- Balos
- Elafonisi
- Frangokastello
- Kokkini Ammos
- Matala
- Komos
- Palmenstrand von Preveli
- Palmenstrand von Vai
- Triopetra

Schluchten:
- Agia-Irini-Schlucht

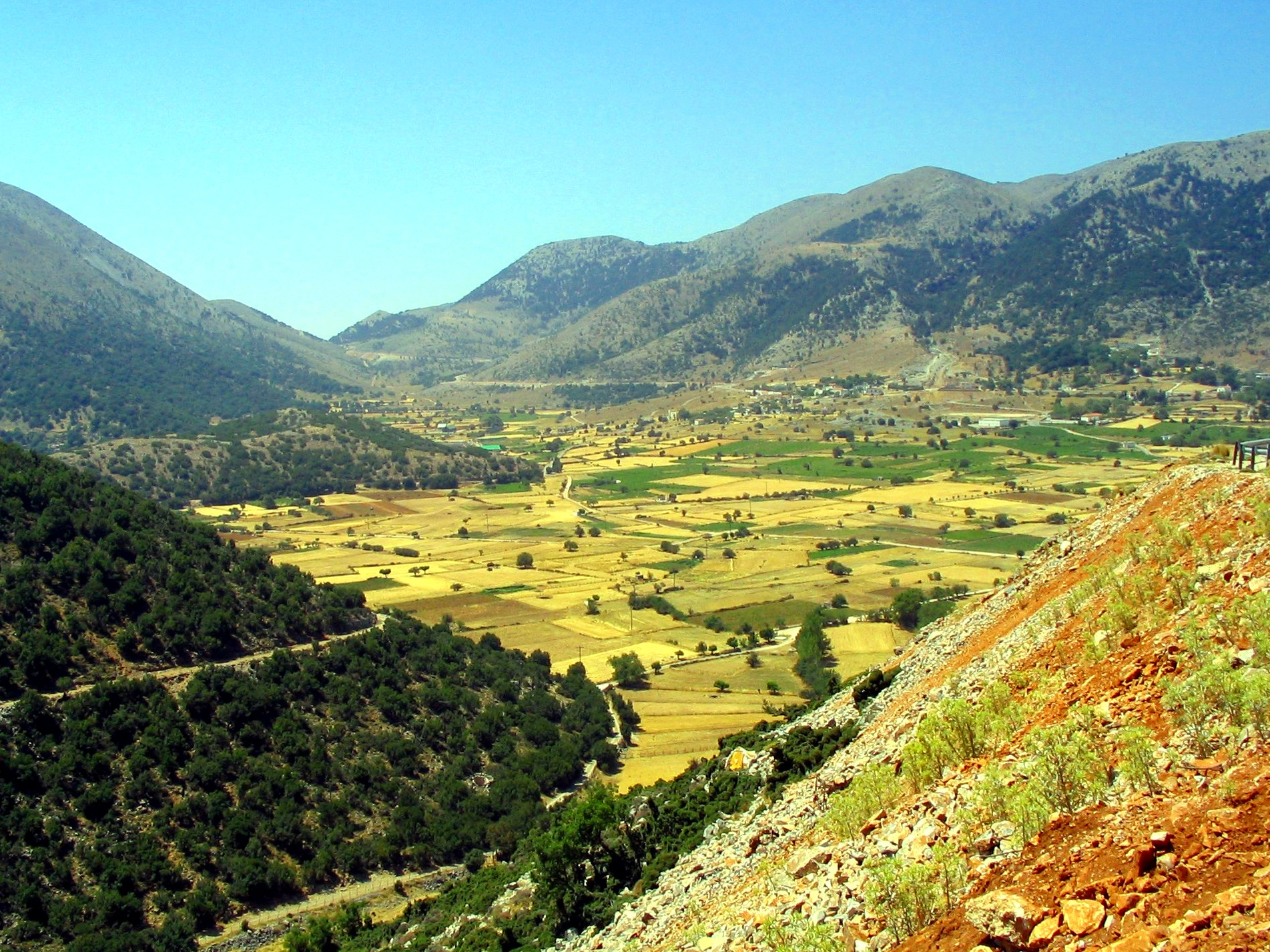
Askifou-Hochebene, Westkreta

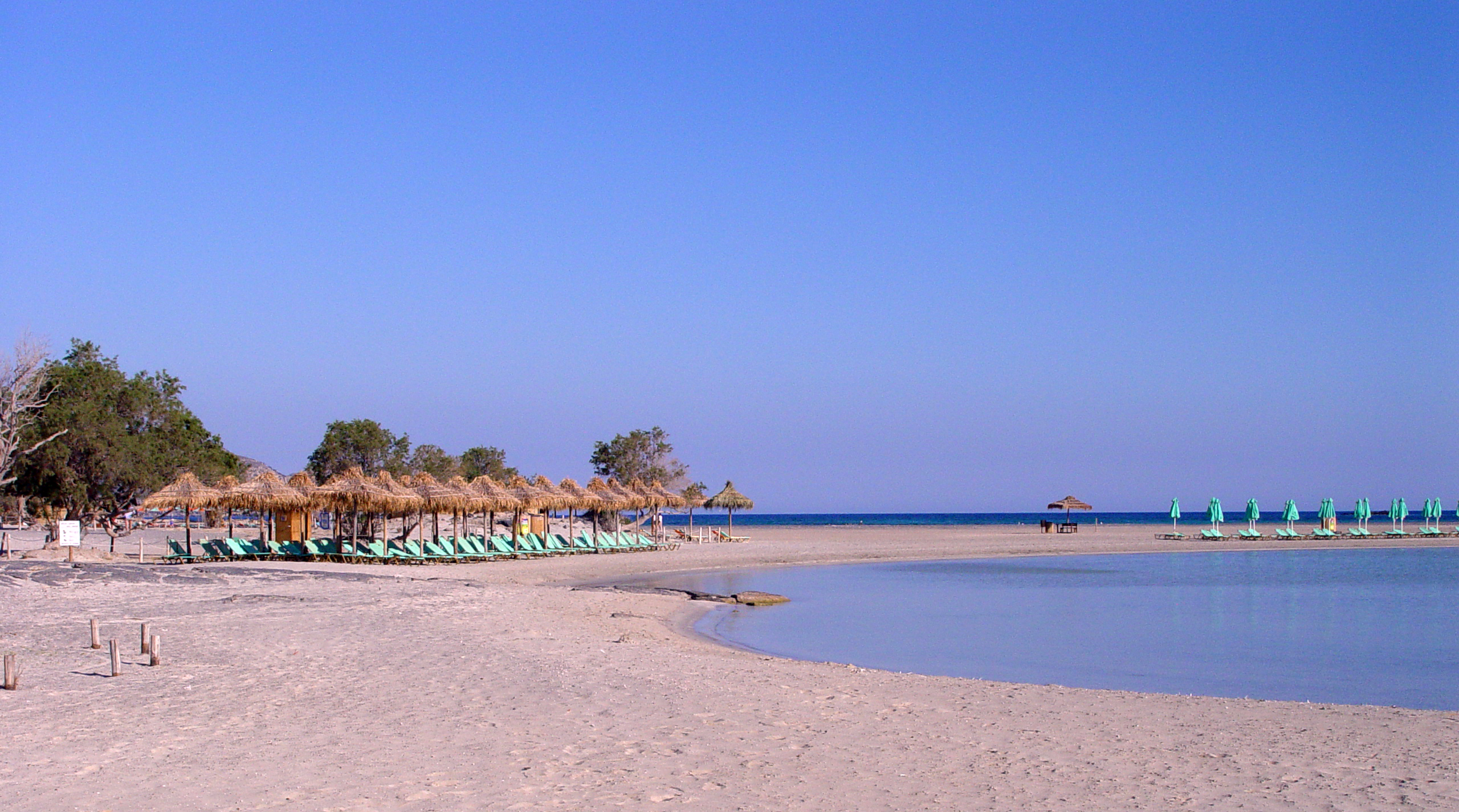
Strand bei Elafonisi

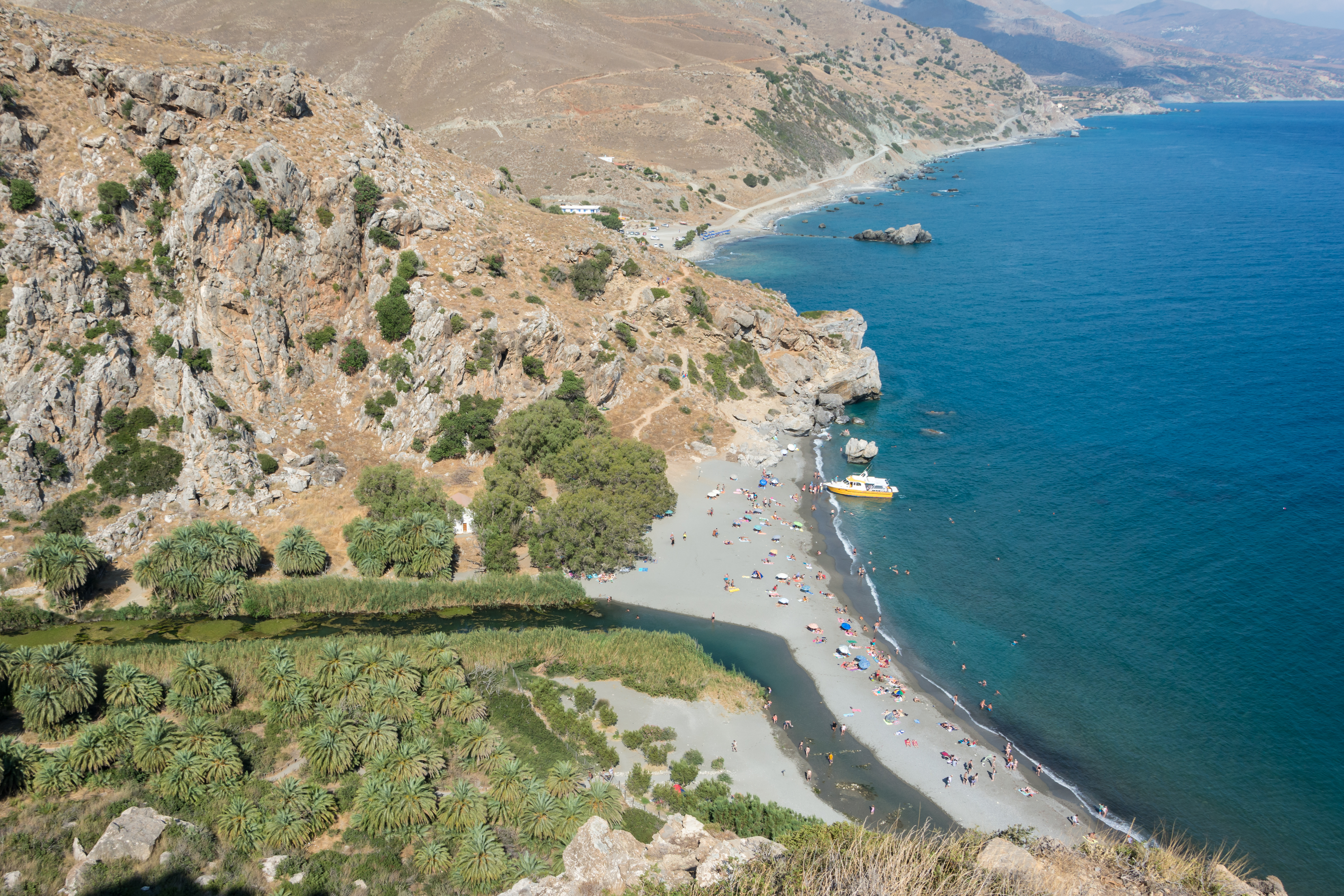
Palmenstrand von Preveli

Blick von der Gramvousa-Halbinsel im Nordwesten Kretas

- Agiofarango (an der Südküste Kretas bei Matala)
- Anydri-Schlucht (im Südwesten Kretas bei Paleochora)
- Aradena-Schlucht
- Chochlakies-Schlucht
- Imbros-Schlucht
- Kalikratis-Schlucht (im Südwesten Kretas bei Frangokastello)
- Kotsifou-Schlucht
- Kourtaliotiko-Schlucht
- Kritsa-Schlucht
- Lissos-Schlucht (im Südwesten Kretas, bei Sougia)
- Myli-Schlucht (Tal der Wassermühlen südöstlich von Rethymno)
- Perivolakia-Schlucht (im Südosten Kretas, beim Kloster Moni Kapsa)
- Richtis-Schlucht (im Nordosten Kretas, bei Exo Mouliana)
- Rouvas-Schlucht (in Zentralkreta bei Zaros)
- Samaria-Schlucht
- Schlucht der Toten (im Osten Kretas bei Kato Zakros)
- Schlucht von Cha (in Monastiráki bei Ierapetra)

Höhlen:
- Höhle von Milatos
- Höhle von Psychro
- Höhlen von Matala
- Idäische Grotte
- Kamares-Höhle
- Kormokopos-Höhle (in der Sfakia)
- Melidoni
- Pelekita-Höhle (im Osten Kretas bei Kato Zakros)
- Polifimos-Höhle (im Südwesten Kretas bei Sougia)

## Wirtschaft und Infrastruktur

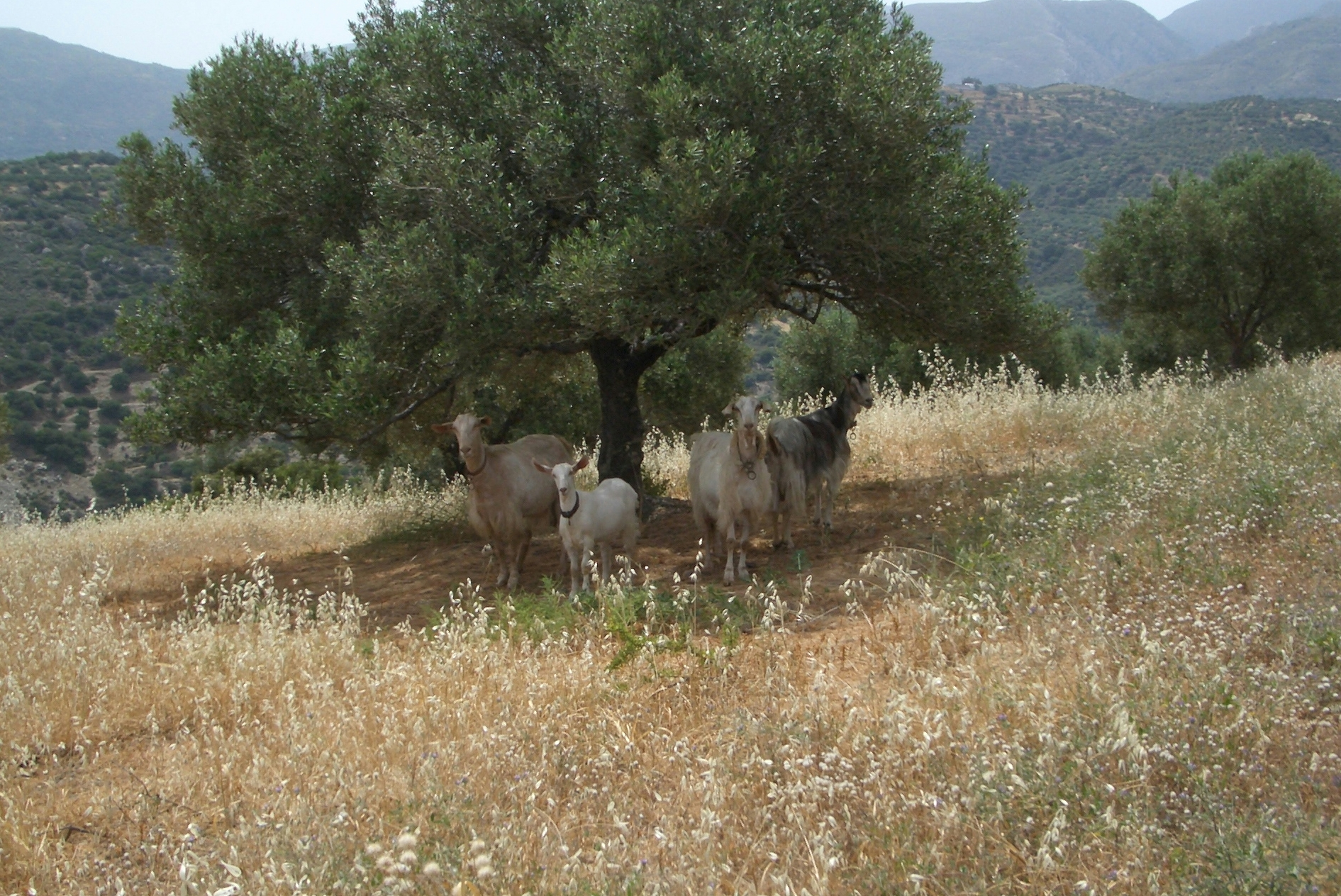
Ölbaum und Ziegen

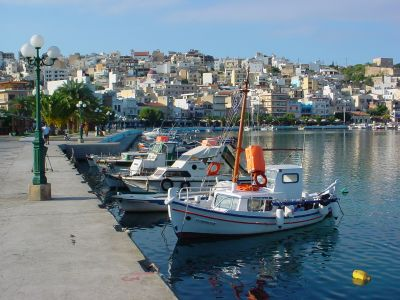
Hafen von Sitia, Ostkreta

### Tourismus
Hauptwirtschaftszweig ist der Tourismus. Jährlich besuchen rund vier bis fünf Millionen Touristen die Insel. Der überwiegende Teil davon kommt in großen Pauschalhotels mit All inclusive oder Halbpension unter. Ein Hauptgrund für die hohe Besucherzahl ist neben den im Sommerhalbjahr hervorragenden Bademöglichkeiten die viel gerühmte kretische Gastfreundschaft. Die touristische Expansion in den letzten 40 Jahren trug allerdings dazu bei, dass durch Küstenbebauung (vornehmlich entlang der Nordküste), den Bau von Autobahnen und Straßen, ungeklärten Abwässern und einem erhöhten Aufkommen an Müll das natürliche Gleichgewicht mancherorts aus den Fugen geraten ist.

#### Bade- und Kulturtourismus
Der Pauschaltourismus konzentriert sich entlang der Nordküste Kretas. Größtes Ballungszentrum dort ist der Küstenstrich östlich von Iraklio, wobei gut die Hälfte des gesamten Gästeaufkommens der Insel auf die Badeorte Chersonisos, Gouves, Stalida und Malia entfällt. Große Touristenorte gibt es darüber hinaus an den Stränden westlich von Chania und im Großraum Rethymno.
An der Südküste kommen vornehmlich Individualurlauber unter, kleinere Touristenzentren mit überwiegend familiär geprägter Infrastruktur gibt es dort u. a. in Paleochora, Plakias, Agia Galini und Matala. Die nur dünn besiedelten Ost- und Westküsten sind vom Ausflugsverkehr abgesehen trotz schöner Badereviere bislang touristisch kaum erschlossen.
Der Kulturtourismus nimmt angesichts der jahrtausendealten Besiedlungsgeschichte mit bedeutenden archäologischen Stätten aus verschiedenen Epochen eine wichtige Stellung ein. So ist der minoische Palast von Knossos nach der Akropolis (Athen) das am meisten besuchte Kulturgut Griechenlands.

#### Aktiv- und Wandertourismus

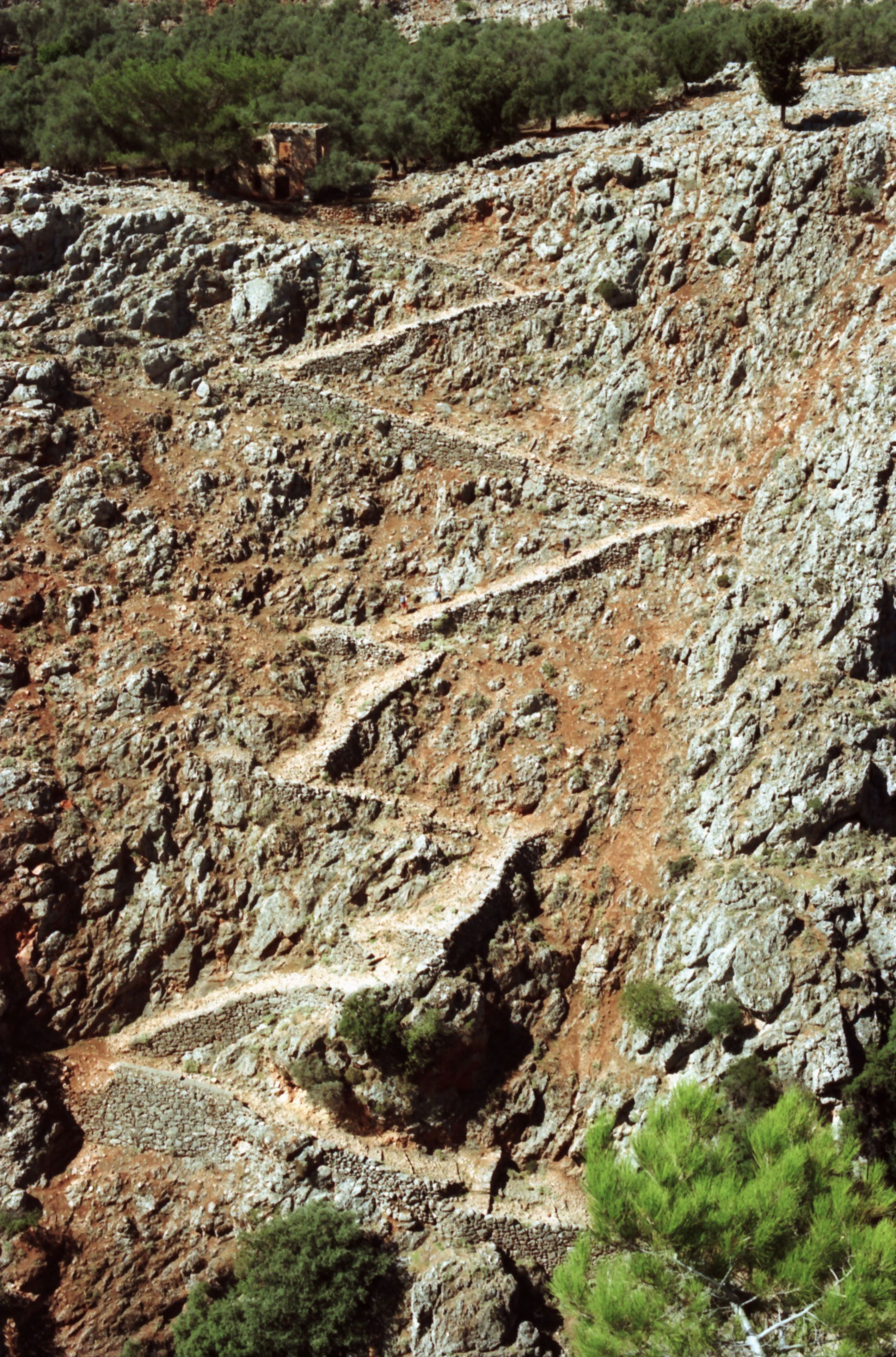
Kalderimi durch die Aradena-Schlucht

Neben Wassersport ist vor allem das Wandern weit verbreitet, Kreta gehört mit seiner facettenreichen Landschaft neben Mallorca und Korsika zu den beliebtesten Wanderinseln im Mittelmeer. Das Ida-Gebirge, die Weißen Berge und das Dikti-Gebirge halten Halbtages- und Ganztagestouren für alle Ansprüche bereit. Attraktive Gipfelziele sind u. a. Psiloritis und Gingilos, mitunter muss dort bis in den Juni hinein mit Altschneefeldern gerechnet werden. Von den rund 125 Schluchten Kretas werden u. a. die Samaria-Schlucht und Imbros-Schlucht in Westkreta sowie die Richtis-Schlucht und die Schlucht der Toten im Osten der Insel viel begangen. Wanderziele können auch abgeschiedene Klöster, Bergkapellen, Höhlen und nur zu Fuß erreichbare Badebuchten sein. Die Beschilderung des Wegenetzes ist allerdings nicht mit dem der Alpen oder deutscher Mittelgebirge vergleichbar.
Eine Besonderheit in Griechenland und speziell auf Kreta sind Kalderimia. Dabei handelt es sich um größtenteils gepflasterte Maultierpfade, die vor dem Bau von Straßen die Dörfer miteinander verbanden. Gut erhalten ist etwa der Kalderimi durch die Aradena-Schlucht und jener von Agia Irini hinauf nach Omalos.
Für Weitwanderer ist der Europäische Fernwanderweg E4 ausgelegt, der auf einem 320 km langen Teilstück Kreta der Länge nach durchquert.

### Landwirtschaft
Landwirtschaftlich wird die Insel vor allem für Wein-, Oliven- und Obstanbau genutzt. Ein großer Teil des kretischen Weinbaus dient der Produktion von Rosinen. Die wenigen Ebenen Kretas im Südosten, die Lasithi-Hochebene sowie die Messara-Ebene sind von zahlreichen Treibhauskulturen geprägt, in denen Gemüse und Salate sowohl für den Eigenbedarf als auch für den Export angebaut werden.
Die Insel gehört zu den größten Olivenölexporteuren der Europäischen Union, Ende der 1990er Jahre wuchsen auf 44 Prozent der landwirtschaftlich genutzten Fläche rund 16 Millionen Ölbäume. Bei Kavousi in Nordostkreta steht einer der ältesten Olivenbäume der Welt. Aus seinen Ästen wurden die Olivenzweige geschnitten, die während der Olympischen Spiele 2004 in Athen den Sportlern aufgesetzt wurden.

### Verkehr

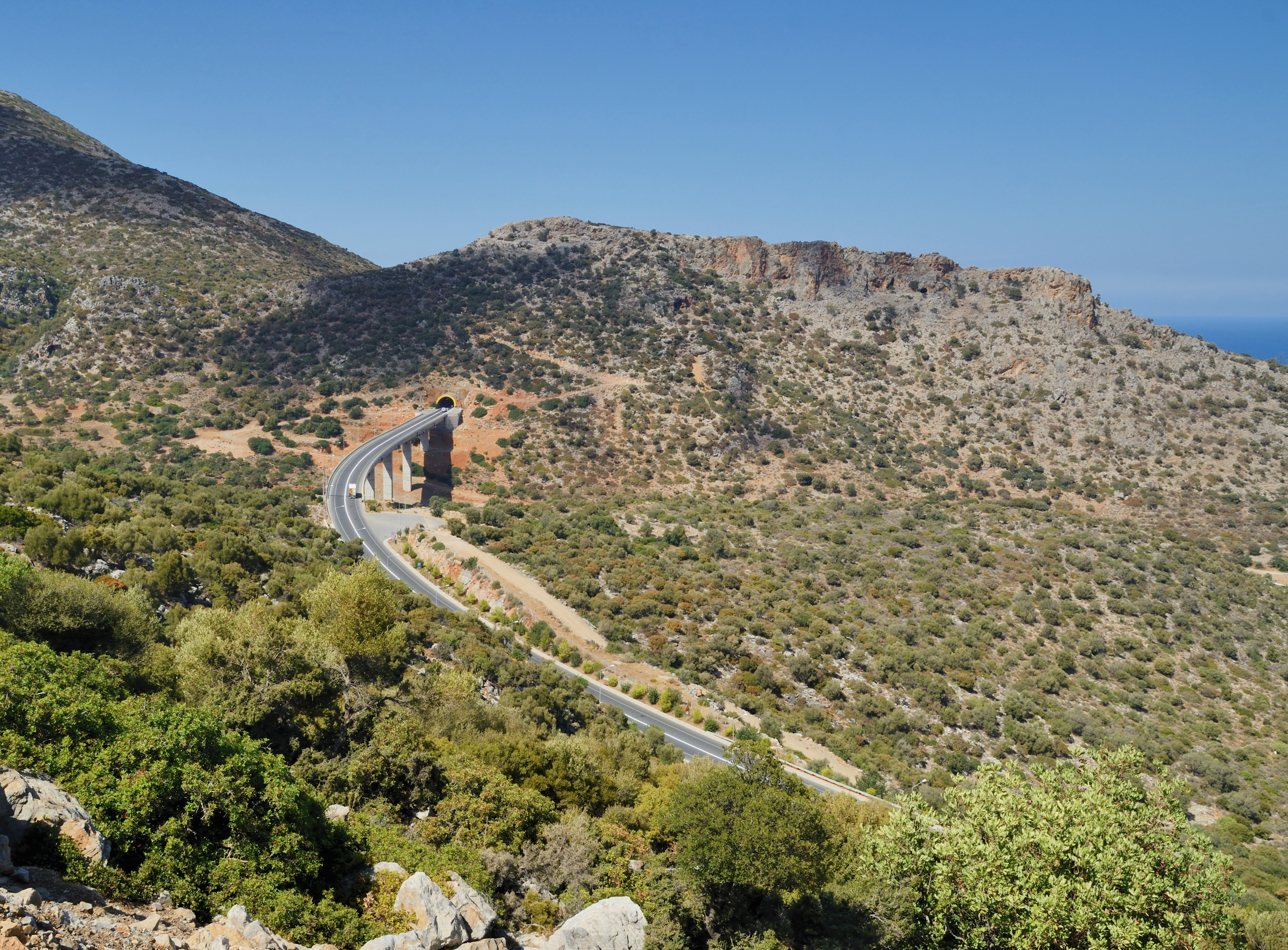
Die Europastraße 75 mit Brücken- und Tunnelbauwerk nahe Malia

Kreta verfügt über drei Flughäfen in den Städten Iraklio (Heraklion), Chania und Sitia. 2027 soll ein neuer Großflughafen 23 km südlich von Iraklio den in der Hauptferienzeit überlasteten Flughafen Iraklio ersetzen.
Fährverbindungen gibt es nach Piräus (Athen), ganzjährig auch nach Thessaloniki, Santorin, Karpathos, Rhodos oder zur Saison auch von Kissamos nach Gythio auf dem Peloponnes. Schiffe verkehren an der Südküste von Chora Sfakion nach Agia Roumeli am Ausgang der Samaria-Schlucht. In der Touristensaison (ca. April bis Oktober) gibt es fast tägliche Verbindungen auf die südlichste Insel Europas, die kleine bewohnte Insel Gavdos.
Eine Eisenbahnlinie gibt es auf Kreta nicht. Wichtigstes öffentliches Verkehrsmittel ist der Busverkehr der Genossenschaft KTEL.
Die Schnellstraße 90 (Europastraße 75) wird etappenweise zur Autobahn 90 ausgebaut. Fertiggestellt sind bisher die Umgehungen von Chania, Rethymno und Iraklio. Nebenstraßen, die noch in aktuellen Reiseführern als Schotterpisten beschrieben werden, sind asphaltiert, so zum Beispiel die Ost-West-Verbindung durch die Asfendou-Ebene von Asi Gonia bis Imbros. Der bis dahin benachteiligte Süden Kretas profitierte von dem Ausbau.

### Bildung
Kreta besitzt zwei Universitäten: die Universität Kreta und die Technische Universität Kreta sowie einige Hochschulen. Zu den Hochschulen gehören: das staatliche Technological Educational Institute of Crete (TEI CRETE) sowie das private MBS College of Crete.

### Militär
Auf Kreta befindet sich die Souda Air Base, auf der das 115. Einsatzgeschwader mit der 340. Jagdstaffel „Fox“ und der 343. Jagdstaffel „Star“ der Griechischen Luftstreitkräfte stationiert ist. Neben den Griechischen Luftstreitkräften wird die Air Base von verschiedenen NATO-Partnern für Übungen und Einsätze genutzt. Seit 1969 ist das United States Naval Support Activity (NSA) Souda Bay, sowie das US Naval Meteorology and Oceanography Command (CNMOC) und das Flottenluftaufklärungsgeschwader Fleet Air Reconnaissance Squadron VQ 2 auf der Souda Air Base stationiert.
In der Nähe der Souda Air Base befindet sich seit 1967 die NATO Missile Firing Installation und 1954 bis 1993 betrieb die US Air Force die etwa 15 Kilometer östlich von Iraklion gelegene Iraklion Air Station, Teile des Geländes werden bis heute durch die Griechischen Luftstreitkräfte genutzt.
Der Marinestützpunkt Souda ist neben Salamis der Hauptstützpunkt der Griechischen Marine.

## Persönlichkeiten

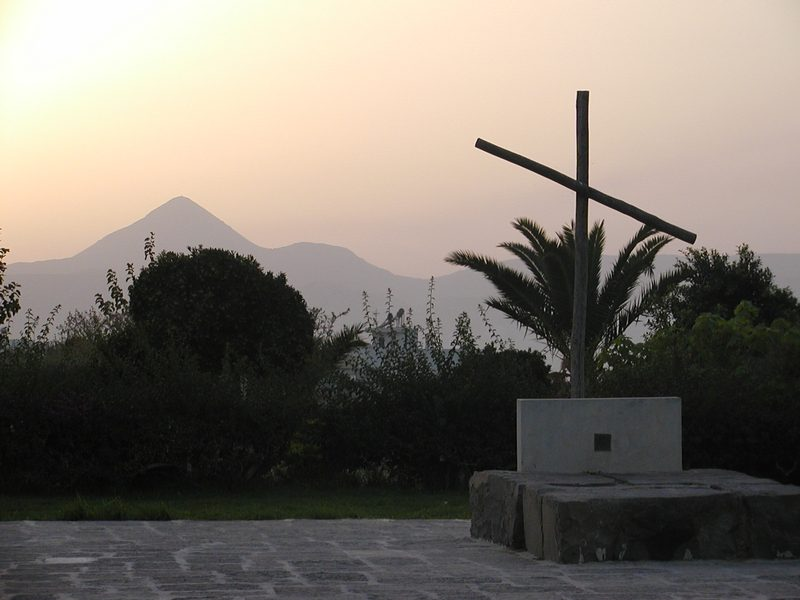
Kazantzakis’ Grab in Iraklio

- Emin Ali Bedirxan (1851–1926), kurdischer Aktivist und Politiker
- Georgios Nikolaou Chatzidakis (1848–1941), Sprachwissenschaftler, Neogräzist und Freiheitskämpfer
- Daskalogiannis (um 1725–1771), Freiheitskämpfer
- Odysseas Elytis (1911–1996), Literaturnobelpreisträger
- Epimenides, altgriechischer Logiker
- El Greco (1541–1614), eigentlich Domenikos Theotokopoulos, Maler
- Ioannis Ikonomou (* 1964 oder 1965), Übersetzer
- Nikos Kazantzakis (1883–1957), Schriftsteller
- Vitsentzos Kornaros (Βιτσέντζος Κορνάρος) (1553–1613 oder 1614), Schriftsteller
- Frangiskos Leondaritis (Φραγκίσκος Λεονταρίτης, genannt Il Greco, ~1518–1572), Komponist
- Konstantinos Mitsotakis (1918–2017), Politiker, Premierminister Griechenlands von 1990 bis 1993
- Kostas Mountakis (1926–1991), Musiker
- Nana Mouskouri (* 1934), Sängerin
- Pantelis Prevelakis (1909–1986), Schriftsteller
- Cevat Şakir (1886–1973), türkischer Schriftsteller
- Notis Sfakianakis (* 1959), Musiker
- Mikis Theodorakis (1925–2021), Widerstandskämpfer und Musiker, gründete sein erstes Orchester in Chania
- Elefterios Venizelos (1864–1936), Politiker
- Nikos Xylouris (1936–1980), Musiker
- Lily Zografou (1922–1998), Journalistin und Schriftstellerin

### Geschichte

#### Überblickswerke
- Theocharis E. Detorakis: Geschichte von Kreta. Heraklion 1997 (umfangreiche Darstellung bis zum Ende der kretischen Autonomie mit einem kleinen Schlusskapitel bis zur deutschen Besatzung), ISBN 960-90199-4-3.

#### Ur- und Frühgeschichte
- J. Lesley Fitton: The Minoans. British Museum Press, London 2002, ISBN 978-0-7141-2140-6 (Peoples of the past). Deutsch: Die Minoer. Theiss, Stuttgart 2004 (Alltag, Landwirtschaft, Architektur, Religion, Wirtschaft und Gesellschaft im Zeitraum um 3000–1200 v. Chr.), ISBN 3-8062-1862-5.

#### Mittelalter, Renaissance
- David Jacoby: Byzantine Crete in the Navigation and Trade Networks of Venice and Genoa, in: Laura Balletto (Hrsg.): Oriente e Occidente tra medioevo ed età moderna. Studi in onore di Geo Pistarino, Genua 1997 (Università degli Studi di Genova, Sede di Acqui Terme. Collana di Fonti e Studi, 1.1), S. 517–540, ND in: Ders.: Byzantium, Latin Romania and the Mediterranean, Aldershot 2001, no. II.
- David Holton (Hrsg.): Literature and Society in Renaissance Crete. Cambridge University Press, Cambridge 1991.

#### Zur deutschen Besatzungszeit 1941–1945
- Ulrich Kadelbach: Schatten ohne Mann. 2. Auflage. Balistier, Mähringen 2002, ISBN 3-9806168-5-1, (Sedones 5).
- Karina Raeck: Αντάρτης. Μνημείο για την Ειρήνη. Andartis. Monument für den Frieden. 2. korrigierte Auflage. Βιβλιοεκδοτική, Athen 2005, ISBN 3-9804575-2-4. (griechisch und deutsch).
- Marlen von Xylander: Die deutsche Besatzungsherrschaft auf Kreta 1941–1945. Rombach, Freiburg 1989, 153 S., ISBN 3-7930-0192-X.

### Historische Reiseberichte
- Franz Wilhelm Sieber: Reise nach der Insel Kreta im griechischen Archipelagus im Jahre 1817. 2 Bände. Friedrich Fleischer, Leipzig und Sorau 1823 (Digitalisat von Bd. 2).
- Robert Pashley: Travels in Crete. 2 Bände. Murray, London 1837 (einer der wenigen Reiseberichte aus osmanischer Zeit).
- Thomas Abel Brimage Spratt: Travels and Researches in Crete. 2 Bände. J. van Voorst, London 1865. (Digitalisat von Bd. 1 und Bd. 2).

### Reiseführer
- Eberhard Fohrer: Kreta. 23. Auflage. Michael Müller, Erlangen 2023, ISBN 978-3-96685-155-8.
- Rolf Goetz: Rother Wanderführer Kreta. 8. Auflage. Bergverlag Rother, München 2025, ISBN 978-3-7633-1409-6.
- Dagmar Lange, Monika Wächter: Reiseführer Natur Kreta. BLV, München 1999, ISBN 3-405-15524-X.
- Ulrich Kull, Stergos Diamantoglou: Kreta. Sammlung Geologischer Führer Bd. 107. Verlag Gebr. Borntraeger Stuttgart, 2012, ISBN 978-3-443-15095-2.

### Architektur

#### Traditionelle Architektur
- Marika Zagorisiou: Λαϊκή αρχιτεκτονική στην Κρήτη – Folk architecture in Crete, Hrsg.: Benaki-Museum, 1996, ISBN 960-85160-8-0

### Belletristik
- Nikos Kazantzakis: Alexis Sorbas. Rowohlt, Hamburg 2001, ISBN 3-499-10158-9.
- Klaus Modick: Der kretische Gast. Piper, München 2005, ISBN 3-492-24206-5.